# Liste des épisodes des Griffin

Cette page recense la liste des épisodes de la série télévisée d'animation Les Griffin.
Les épisodes sont présentés dans leur ordre de diffusion aux États-Unis, qui est l'ordre « officiel » et non dans leur ordre de production (ordre commercial pour les DVD notamment).

## Panorama des saisons
| Saison | Saison | Épisode  | Diffusion originale | Diffusion originale | Diffusion originale | Audiences Moyennes |
| Saison | Saison | Épisode  | Horaire US          | Début de saison     | Fin de saison       | Audiences Moyennes |
| ------ | ------ | -------- | ------------------- | ------------------- | ------------------- | ------------------ |
|        | 1      | 7        | Dimanche à 20 h 30  | 31 janvier 1999     | 16 mai 1999         | 12.80              |
|        | 2      | 21       | Jeudi à 21 h        | 23 septembre 1999   | 1er août 2000       | 6.32               |
|        | 3      | 22       | Jeudi à 20 h        | 11 juillet 2001     | 14 février 2002     | 4.50               |
|        | 4      | 30       | Dimanche à 21 h     | 1er mai 2005        | 21 mai 2006         | 7.90               |
|        | 5      | 18       | Dimanche à 21 h     | 10 septembre 2006   | 20 mai 2007         | 7.20               |
|        | 6      | 12       | Dimanche à 21 h     | 23 septembre 2007   | 4 mai 2008          | 7.94               |
|        | 7      | 16       | Dimanche à 21 h     | 28 septembre 2008   | 17 mai 2009         | 7.86               |
|        | 8      | 21       | Dimanche à 21 h     | 27 septembre 2009   | 23 mai 2010         | 7.56               |
|        | 9      | 18       | Dimanche à 21 h     | 26 septembre 2010   | 22 mai 2011         | 7.66               |
|        | 10     | 23       | Dimanche à 21 h     | 25 septembre 2011   | 20 mai 2012         | 7.30               |
|        | 11     | 22       | Dimanche à 21 h     | 30 septembre 2012   | 19 mai 2013         | 6.94               |
|        | 12     | 21       | Dimanche à 21 h     | 29 septembre 2013   | 18 mai 2014         | 6.11               |
|        | 13     | 18       | Dimanche à 21 h     | 28 septembre 2014   | 17 mai 2015         | 5.86               |
|        | 14     | 20       | Dimanche à 21 h     | 27 septembre 2015   | 22 mai 2016         | 4.28               |
|        | 15     | 20       | Dimanche à 21 h     | 25 septembre 2016   | 21 mai 2017         | 3.93               |
|        | 16     | 20       | Dimanche à 21 h     | 1er octobre 2017    | 20 mai 2018         | 3.52               |
|        | 17     | 20       | Dimanche à 21 h     | 30 septembre 2018   | 12 mai 2019         | 3.33               |
|        | 18     | 20       | Dimanche à 21 h 30  | 29 septembre 2019   | 17 mai 2020         | 2.65               |
|        | 19     | 20       | Dimanche à 21 h 30  | 27 septembre 2020   | 16 mai 2021         | 2.19               |
|        | 20     | 20       | Dimanche à 21 h 30  | 26 septembre 2021   | 22 mai 2022         | 1.90               |
|        | 21     | 20       | Dimanche à 21 h 30  | 25 septembre 2022   | 7 mai 2023          |                    |
|        | 22     | 15       | Dimanche à 21 h 30  | 1 octobre 2023      | 17 avril 2024       |                    |
|        | 23     | En cours | Dimanche à 21 h 30  | 14 octobre 2024     | 2025                |                    |

## Épisodes

### Saison 1: 1999
| N° | # | Titre français                        | Titre original           | Réalisation       | Scénario                        | 1er diffusion US | Code de production |
| -- | - | ------------------------------------- | ------------------------ | ----------------- | ------------------------------- | ---------------- | ------------------ |
| 1  | 1 | Pour qui sonne le gras                | Death Has a Shadow       | Peter Shin        | Seth MacFarlane                 | 31 janvier 1999  | 1ACX01             |
| 2  | 2 | Je n'ai jamais rencontré l'homme mort | I Never Met the Dead Man | Michael DiMartino | Chris Sheridan                  | 11 avril 1999    | 1ACX02             |
| 3  | 3 | La Fève du samedi soir                | Chitty Chitty Death Bang | Dominic Polcino   | Danny Smith                     | 18 avril 1999    | 1ACX04             |
| 4  | 4 | Le Vice et la Verrue                  | Mind Over Murder         | Roy Allen Smith   | Neil Goldman et Garrett Donovan | 25 avril 1999    | 1ACX03             |
| 5  | 5 | L'Étroit Petit Cochon                 | A Hero Sits Next Door    | Monte Young       | Mike Barker et Matt Weitzman    | 2 mai 1999       | 1ACX05             |
| 6  | 6 | Le Vieux Rhum et la Mer               | The Son Also Draws       | Neil Affleck      | Ricky Blitt                     | 9 mai 1999       | 1ACX06             |
| 7  | 7 | Brian, portrait d'un chien            | Brian: Portrait of a Dog | Michael DiMartino | Gary Janetti                    | 16 mai 1999      | 1ACX07             |

### Saison 2: 1999-2000
| N° | #  | Titre français                   | Titre original                   | Réalisation          | Scénario                                             | 1er diffusion US  | Code de production |
| -- | -- | -------------------------------- | -------------------------------- | -------------------- | ---------------------------------------------------- | ----------------- | ------------------ |
| 8  | 1  | Les Vieux de l'amour             | Peter, Peter, Caviar Eater       | Jeff Myers           | Chris Sheridan                                       | 23 septembre 1999 | 1ACX08             |
| 9  | 2  | La Couche du mioche              | Holy Crap                        | Neil Affleck         | Danny Smith                                          | 30 septembre 1999 | 1ACX11             |
| 10 | 3  | Te gaga tsouin tsouin            | Da Boom                          | Bob Jaques           | Neil Goldman et Garrett Donovan                      | 26 décembre 1999  | 2ACX06             |
| 11 | 4  | La marée était trop vieille      | Brian in Love                    | Jack Dyer            | Gary Janetti                                         | 7 mars 2000       | 2ACX01             |
| 12 | 5  | La Poire de ma mère              | Love Thy Trophy                  | Jack Dyer            | Mike Barker et Matt Weitzman                         | 14 mars 2000      | 1ACX13             |
| 13 | 6  | La garde rend mais ne meurt pas  | Death Is a Bitch                 | Michael DiMartino    | Tim Doyle                                            | 21 mars 2000      | 1ACX14             |
| 14 | 7  | Le tas, c'est moi!               | The King Is Dead                 | Monte Young          | Craig Hoffman                                        | 28 mars 2000      | 1ACX15             |
| 15 | 8  | La Bière et le Pochard           | I Am Peter, Hear Me Roar         | Monte Young          | Chris Sheridan                                       | 28 mars 2000      | 2ACX02             |
| 16 | 9  | Quatre ménages et un défraiement | If I'm Dyin', I'm Lyin'          | Swinton O. Scott III | Chris Sheridan                                       | 4 avril 2000      | 1ACX12             |
| 17 | 10 | Je panse donc j'essuie           | Running Mates                    | John Holmquist       | Neil Goldman et Garrett Donovan                      | 8 avril 2000      | 1ACX09             |
| 18 | 11 | La Pâtée si je rends             | A Picture Is Worth a 1.000 Bucks | Gavin Dell           | Craig Hoffman                                        | 18 avril 2000     | 2ACX07             |
| 19 | 12 | Certains l'aiment chauve         | Fifteen Minutes of Shame         | Scott Wood           | Steve Callaghan                                      | 25 avril 2000     | 2ACX08             |
| 20 | 13 | L'Opticien à sa mémère           | Road to Rhode Island             | Dan Povenmire        | Gary Janetti                                         | 30 mai 2000       | 2ACX12             |
| 21 | 14 | Les Truffes de zéro              | Let's Go to the Hop              | Glen Hill            | Mike Barker et Matt Weitzman                         | 6 juin 2000       | 2ACX04             |
| 22 | 15 | La Vengeance d'une ronde         | Dammit Janet!                    | Bert Ring            | Mike Barker et Matt Weitzman                         | 13 juin 2000      | 2ACX09             |
| 23 | 16 | Le Cinquième et l'Amant          | There's Something About Paulie   | Monte Young          | Barry Wernick                                        | 27 juin 2000      | 1ACX10             |
| 24 | 17 | Henni soit qui mal y pense       | He's Too Sexy for His Fat        | Glen Hill            | Chris Sheridan                                       | 27 juin 2000      | 2ACX10             |
| 25 | 18 | L'homo ça pince                  | E. Peterbus Unum                 | Rob Renzetti         | Neil Goldman et Garrett Donovan                      | 12 juillet 2000   | 2ACX13             |
| 26 | 19 | Les Litres de la nation          | The Story on Page One            | Gavin Dell           | Craig Hoffman                                        | 18 juillet 2000   | 2ACX14             |
| 27 | 20 | Les Sentiers de la poire         | Wasted Talent                    | Bert Ring            | Dave Collard, Ken Goin, Mike Barker et Matt Weitzman | 25 juillet 2000   | 2ACX15             |
| 28 | 21 | La Rate sur un toit brûlant      | Fore, Father                     | Scott Wood           | Bobby Bowman                                         | 30 juillet 2000   | 2ACX16             |

### Saison 3: 2001-2003
| N° | #  | Titre français                 | Titre original                               | Réalisation                                   | Scénario                                                           | 1er diffusion US  | Code de production |
| -- | -- | ------------------------------ | -------------------------------------------- | --------------------------------------------- | ------------------------------------------------------------------ | ----------------- | ------------------ |
| 29 | 1  | Le Bouledrogue - Partie 1      | The Thin White Line - Part 1                 | Glen Hill                                     | Steve Callaghan                                                    | 11 juillet 2001   | 2ACX17             |
| 30 | 2  | Le Bouge et le Noir - Partie 2 | Brian Does Hollywood - Part 2                | Gavin Dell                                    | Gary Janetti                                                       | 18 juillet 2001   | 2ACX20             |
| 31 | 3  | Pas de fumée sans vieux        | Mr. Griffin Goes to Washington               | Brian Hogan                                   | Ricky Blitt                                                        | 25 juillet 2001   | 2ACX11             |
| 32 | 4  | À nous les petits anglais      | One If by Clam, Two If by Sea                | Dan Povenmire                                 | Jim Bernstein et Michael Shipley                                   | 1er août 2001     | 2ACX19             |
| 33 | 5  | La Rançon de la poire          | And the Wiener Is...                         | Bert Ring                                     | Mike Barker et Matt Weitzman                                       | 8 août 2001       | 2ACX22             |
| 34 | 6  | Le mort râle                   | Death Lives                                  | Rob Renzetti                                  | Mike Henry                                                         | 15 août 2001      | 2ACX21             |
| 35 | 7  | Larmes fatales                 | Lethal Weapons                               | Brian Hogan                                   | Chris Sheridan                                                     | 22 août 2001      | 2ACX18             |
| 36 | 8  | Haro sur le bidon              | The Kiss Seen Around the World               | Pete Michels                                  | Mark Hentemann                                                     | 29 août 2001      | 3ACX02             |
| 37 | 9  | Mes rames et mes vieux         | Mr. Saturday Knight                          | Michael DiMartino                             | Steve Callaghan                                                    | 5 septembre 2001  | 3ACX04             |
| 38 | 10 | Un poisson nommé Peter         | A Fish Out of Water                          | Bert Ring                                     | Alex Borstein et Mike Henry                                        | 19 septembre 2001 | 3ACX05             |
| 39 | 11 | Émission impossible            | Emission Impossible                          | Peter Shin                                    | Dave Collard et Ken Goin                                           | 8 novembre 2001   | 3ACX01             |
| 40 | 12 | Aux dames, citoyens            | To Love and Die in Dixie                     | Dan Povenmire                                 | Steve Callaghan                                                    | 15 novembre 2001  | 3ACX09             |
| 41 | 13 | Glandeur et Décadence          | Screwed the Pooch                            | Pete Michels                                  | Dave Collard et Ken Goin                                           | 29 novembre 2001  | 3ACX08             |
| 42 | 14 | Notre père qui est trop vieux  | Peter Griffin: Husband, Father...Brother?    | Scott Wood                                    | Mike Barker et Matt Weitzman                                       | 6 décembre 2001   | 3ACX06             |
| 43 | 15 | À vos marques! Prêts! Trichez! | Ready, Willing, and Disabled                 | Andi Klein                                    | Alex Barnow et Marc Firek                                          | 20 décembre 2001  | 3ACX07             |
| 44 | 16 | Petit pépé Noël                | A Very Special Family Guy Freakin' Christmas | Brian Hogan                                   | Danny Smith                                                        | 21 décembre 2001  | 2ACX03             |
| 45 | 17 | Brian bave, Peter trinque      | Brian Wallows and Peter's Swallows           | Dan Povenmire                                 | Allison Adler                                                      | 17 janvier 2002   | 3ACX03             |
| 46 | 18 | Les zéros sont crevés          | From Method to Madness                       | Bert Ring                                     | Mike Barker et Matt Weitzman                                       | 24 janvier 2002   | 3ACX11             |
| 47 | 19 | Une figure des colles          | Stuck Together, Torn Apart                   | Michael DiMartino                             | Mark Hentemann                                                     | 31 janvier 2002   | 3ACX10             |
| 48 | 20 | Robin des noix                 | Road to Europe                               | Dan Povenmire                                 | Daniel Palladino                                                   | 7 février 2002    | 3ACX13             |
| 49 | 21 | Faites le mou pas l'équerre    | Family Guy Viewer Mail #1                    | Pete Michels, Scott Wood et Michael DiMartino | Gene Laufenberg, Seth MacFarlane, Michael Shipley et Jim Bernstein | 14 février 2002   | 3ACX12             |
| 50 | 22 | L'argent ne fait pas le rôdeur | When You Wish Upon a Weinstein               | Dan Povenmire                                 | Ricky Blitt                                                        | 9 novembre 2003   | 2ACX05             |

### Saison 4: 2005-2006
| N°                                                              | #  | Titre français                      | Titre original                                 | Réalisation                 | Scénario                                    | 1er diffusion US  | Code de production | Audiences US (en M.) |
| --------------------------------------------------------------- | -- | ----------------------------------- | ---------------------------------------------- | --------------------------- | ------------------------------------------- | ----------------- | ------------------ | -------------------- |
| 51                                                              | 1  | Sueurs tièdes                       | North by North Quahog                          | Peter Shin                  | Seth MacFarlane                             | 1er mai 2005      | 4ACX01             | 11.95                |
| 52                                                              | 2  | La Maîtresse de l'intello           | Fast Times at Buddy Cianci Jr. High            | Pete Michels                | Ken Goin                                    | 8 mai 2005        | 4ACX02             | 9.71                 |
| 53                                                              | 3  | Les Farces du mal                   | Blind Ambition                                 | Sarah Frost                 | Gene Laufenberg                             | 5 juin 2005       | 4ACX03             | 7.23                 |
| 54                                                              | 4  | Rock Around The Cloche              | Don't Make Me Over                             | Chuck Klein                 | Steve Callaghan                             | 15 mai 2005       | 4ACX04             | 9.20                 |
| 55                                                              | 5  | L'amour a vingt dents               | The Cleveland–Loretta Quagmire                 | James Purdum                | Patrick Henry et Mike Henry                 | 12 juin 2005      | 4ACX08             | 8.35                 |
| 56                                                              | 6  | Autant en emporte les vents         | Petarded                                       | Seth Kearsley               | Alec Sulkin et Wellesley Wild               | 19 juin 2005      | 4ACX09             | 7.23                 |
| 57                                                              | 7  | Gratte-moi, idiote                  | Brian the Bachelor                             | Monte Young                 | Mark Hentemann                              | 26 juin 2005      | 4ACX10             | 7.29                 |
| 58                                                              | 8  | La Niaise du samedi soir            | 8 Simple Rules for Buying My Teenage Daughter  | Greg Colton                 | Patrick Meighan                             | 10 juillet 2005   | 4ACX11             | 6.10                 |
| 59                                                              | 9  | Par ici la bonne coupe              | Breaking Out Is Hard to Do                     | Kurt Dumas                  | Tom Devanney                                | 17 juillet 2005   | 4ACX12             | 5.75                 |
| 60                                                              | 10 | Défilé de moches                    | Model Misbehavior                              | Sarah Frost                 | Steve Callaghan                             | 24 juillet 2005   | 4ACX13             | 6.73                 |
| 61                                                              | 11 | La Guerre des moutons               | Peter's Got Woods                              | Chuck Klein et Zac Moncrief | Danny Smith                                 | 11 septembre 2005 | 4ACX14             | 9.22                 |
| 62                                                              | 12 | Mes rames et mes vieux              | Perfect Castaway                               | James Purdum                | John Viener                                 | 18 septembre 2005 | 4ACX15             | 8.68                 |
| 63                                                              | 13 | À bout de moufle                    | Jungle Love                                    | Dan Povenmire               | Mark Hentemann                              | 25 septembre 2005 | 4ACX16             | 8.56                 |
| 64                                                              | 14 | Le Vieux Rhum et la Mère            | PTV                                            | Dan Povenmire               | Alec Sulkin et Wellesley Wild               | 6 novembre 2005   | 4ACX17             | 7.98                 |
| 65                                                              | 15 | On ne peut pas traire tout le monde | Brian Goes Back to College                     | Greg Colton                 | Matt Fleckenstein                           | 13 novembre 2005  | 4ACX18             | 9.20                 |
| 66                                                              | 16 | Les vieux sont tombés sur la tête   | The Courtship of Stewie's Father               | Kurt Dumas                  | Kirker Butler                               | 20 novembre 2005  | 4ACX19             | 9.08                 |
| 67                                                              | 17 | Les Maux de la faim                 | The Fat Guy Strangler                          | Sarah Frost                 | Chris Sheridan                              | 27 novembre 2005  | 4ACX20             | 9.85                 |
| 68                                                              | 18 | Les Ronds baptismaux                | The Father, the Son, and the Holy Fonz         | James Purdum                | Danny Smith                                 | 18 décembre 2005  | 4ACX22             | 8.26                 |
| 69                                                              | 19 | La musique adoucit le beurre        | Brian Sings and Swings                         | Chuck Klein et Zac Moncrief | Michael Rowe                                | 8 janvier 2006    | 4ACX21             |                      |
| 70                                                              | 20 | La Victoire en rampant              | Patriot Games                                  | Cyndi Tang                  | Mike Henry                                  | 29 janvier 2006   | 4ACX25             | 9.08                 |
| 71                                                              | 21 | Tant qu'il y aura des pommes        | I Take Thee Quagmire                           | Seth Kearsley               | Tom Maxwell, Don Woodard et Steve Callaghan | 12 mars 2006      | 4ACX23             | 8.06                 |
| 72                                                              | 22 | Le Seigneur des berceaux            | Sibling Rivalry                                | Dan Povenmire               | Cherry Chevapravatdumrong                   | 26 mars 2006      | 4ACX24             | 7.95                 |
| 73                                                              | 23 | Matelas mari !                      | Deep Throats                                   | Greg Colton                 | Alex Borstein                               | 9 avril 2009      | 4ACX26             | 7.88                 |
| 74                                                              | 24 | La Folle du chariot                 | Peterotica                                     | Kurt Dumas                  | Patrick Meighan                             | 23 avril 2006     | 4ACX27             | 7.82                 |
| 75                                                              | 25 | Le marié était trop beau            | You May Now Kiss the... Uh... Guy Who Receives | Dominic Polcino             | David A. Goodman                            | 30 avril 2006     | 4ACX28             | 7.82                 |
| 76                                                              | 26 | Que d'os que d'os                   | Petergeist                                     | Sarah Frost                 | Alec Sulkin et Wellesley Wild               | 7 mai 2006        | 4ACX29             | 7.85                 |
| 77                                                              | 27 | Nos ancêtres les godiches           | The Griffin Family History                     | Zac Moncrief                | John Viener                                 | 14 mai 2006       | 4ACX30             | 7.87                 |
| Téléfilm en 3 parties : L'Incroyable Histoire de Stewie Griffin |    |                                     |                                                |                             |                                             |                   |                    |                      |
| 78                                                              | 28 | La Rame fatale                      | Stewie B. Goode                                | Pete Michels                | Gary Janetti et Chris Sheridan              | 21 mai 2006       | 4ACX05             | 7.88                 |
| 79                                                              | 29 | Faites vos vieux, rien ne va plus!  | Bango Was His Name, Oh!                        | Pete Michels                | Alex Borstein                               | 21 mai 2006       | 4ACX06             | 7.88                 |
| 80                                                              | 30 | Trois bonnes et un tout fin         | Stu and Stewie's Excellent Adventure           | Pete Michels                | Steve Callaghan                             | 21 mai 2006       | 4ACX07             | 7.88                 |

### Saison 5: 2006-2007
| N° | #  | Titre français                | Titre original                              | Réalisation                      | Scénario                      | 1er diffusion US  | Code de production | Audiences US (en M.) |
| -- | -- | ----------------------------- | ------------------------------------------- | -------------------------------- | ----------------------------- | ----------------- | ------------------ | -------------------- |
| 81 | 1  | Le Fou du doigt               | Stewie Loves Lois                           | Mike Kim                         | Mark Hentemann                | 10 septembre 2006 | 4ACX32             | 9.93                 |
| 82 | 2  | Toubib or not Toubib          | Mother Tucker                               | James Purdum                     | Tom Devanney                  | 17 septembre 2006 | 4ACX31             | 9.23                 |
| 83 | 3  | Saturday Night rêveur         | Hell Comes to Quahog                        | Dan Povenmire                    | Kirker Butler                 | 24 septembre 2006 | 4ACX33             | 9.66                 |
| 84 | 4  | Sauvons le soldat Brian       | Saving Private Brian                        | Cyndi Tang                       | Cherry Chevapravatdumrong     | 5 novembre 2006   | 4ACX34             | 8.45                 |
| 85 | 5  | Le Bourreau de mes tunes      | Whistle While Your Wife Works               | Greg Colton                      | Steve Callaghan               | 12 novembre 2006  | 4ACX35             | 9.04                 |
| 86 | 6  | Je t'aime my lobe             | Prick Up Your Ears                          | James Purdum                     | Cherry Chevapravatdumrong     | 19 novembre 2006  | 5ACX01             | 9.3                  |
| 87 | 7  | Mort aux taches               | Chick Cancer                                | Monte Young                      | Alec Sulkin et Wellesley Wild | 26 novembre 2006  | 5ACX02             | 9.49                 |
| 88 | 8  | Ni sainte, ni touche          | Barely Legal                                | Zac Moncrief                     | Kirker Butler                 | 17 décembre 2006  | 5ACX03             | 8.48                 |
| 89 | 9  | La Roue de l'amertume         | Road to Rupert                              | Dan Povenmire                    | Patrick Meighan               | 28 janvier 2007   | 5ACX04             | 8.8                  |
| 90 | 10 | Mon père ce zéro              | Peter's Two Dads                            | Cyndi Tang                       | Danny Smith                   | 11 février 2007   | 5ACX05             | 7.97                 |
| 91 | 11 | Le bronzé fait du riz         | The Tan Aquatic with Steve Zissou           | Julius Wu                        | Mark Hentemann                | 18 février 2007   | 5ACX06             | 8.53                 |
| 92 | 12 | Un manche pour deux           | Airport '07                                 | John Holmquist                   | Tom Devanney                  | 4 mars 2007       | 5ACX08             | 8.59                 |
| 93 | 13 | La Pieuvre par neuf           | Bill and Peter's Bogus Journey              | Dominic Polcino                  | Steve Callaghan               | 11 mars 2007      | 5ACX07             | 8.05                 |
| 94 | 14 | Les Roues de la poire         | No Meals on Wheels                          | Greg Colton                      | Mike Henry                    | 25 mars 2007      | 5ACX09             | 7.97                 |
| 95 | 15 | La musique adoucit les pleurs | Boys Do Cry                                 | Brian Iles                       | Cherry Chevapravatdumrong     | 29 avril 2007     | 5ACX10             | 8.13                 |
| 96 | 16 | Le Bal des délits blancs      | No Chris Left Behind                        | Pete Michels                     | Barry Wernick                 | 6 mai 2007        | 5ACX11             | 7.95                 |
| 97 | 17 | Celle que j'aime              | It Takes a Village Idiot, and I Married One | Zac Moncrief                     | Alex Borstein                 | 13 mai 2007       | 5ACX12             | 7.21                 |
| 98 | 18 | La Mort aux rousses           | Meet the Quagmires                          | Dan Povenmire et Chris Robertson | Mark Hentemann                | 20 mai 2007       | 5ACX13             | 9.15                 |

### Saison 6: 2007-2008
En raison de la grève des scénaristes, cette saison ne comporte que 12 épisodes.
| N°  | #  | Titre français                            | Titre original                           | Réalisation                | Scénario                                                 | 1er diffusion US  | Code de production | Audiences US (en M.) |
| --- | -- | ----------------------------------------- | ---------------------------------------- | -------------------------- | -------------------------------------------------------- | ----------------- | ------------------ | -------------------- |
| SP1 | 0  | Cent pair et passe (Épisode spécial)      | The Family Guy 100th Episode Celebration | James Purdum et Peter Shin | Tom Devanney, Alec Sulkin, John Viener et Wellesley Wild | 4 novembre 2007   | 6ACX45             | 10.50                |
| 99  | 1  | L'Équerre des étoiles (Épisode de 45 min) | Blue Harvest                             | Dominic Polcino            | Alec Sulkin                                              | 23 septembre 2007 | 5ACX16/5ACX22      | 10.86                |
| 100 | 2  | Ma coloc et moi et moi                    | Movin' Out (Brian's Song)                | Cyndi Tang                 | John Viener                                              | 30 septembre 2007 | 5ACX14             | 7.95                 |
| 101 | 3  | Bon pied, bon deuil                       | Believe It or Not, Joe's Walking on Air  | Julius Wu                  | Andrew Goldberg                                          | 7 octobre 2007    | 5ACX15             | 8.39                 |
| 102 | 4  | La croisière ne s'amuse plus – Partie 1   | Stewie Kills Lois - Part 1               | John Holmquist             | David A. Goodman                                         | 4 novembre 2007   | 5ACX17             | 10.50                |
| 103 | 5  | La croisière ne s'amuse plus – Partie 2   | Lois Kills Stewie - Part 2               | Greg Colton                | Steve Callaghan                                          | 11 novembre 2007  | 5ACX18             | 10.42                |
| 104 | 6  | L'émigré ou de force                      | Padre de Familia                         | Pete Michels               | Kirker Butler                                            | 18 novembre 2007  | 5ACX20             | 10.53                |
| 105 | 7  | La corneille de la mariée                 | Peter's Daughter                         | Zac Moncrief               | Chris Sheridan                                           | 25 novembre 2007  | 5ACX21             | 9.60                 |
| 106 | 8  | Par thon et par veau                      | McStroke                                 | Zac Moncrief               | Wellesley Wild                                           | 13 janvier 2008   | 5ACX19             | 11.50                |
| 107 | 9  | Perdu de rue                              | Back to the Woods                        | Brian Iles                 | Tom Devanney                                             | 17 février 2008   | 6ACX02             | 7.23                 |
| 108 | 10 | Sornette au clair de lune                 | Play It Again, Brian                     | John Holmquist             | Danny Smith                                              | 2 mars 2008       | 6ACX01             | 7.80                 |
| 109 | 11 | Tu seras un chien, mon fils               | The Former Life of Brian                 | Pete Michels               | Steve Callaghan                                          | 27 avril 2008     | 6ACX04             | 8.49                 |
| 110 | 12 | Le malin d'eau douce                      | Long John Peter                          | Dominic Polcino            | Wellesley Wild                                           | 4 mai 2008        | 6ACX06             | 7.68                 |

### Saison 7: 2008-2009
| N°  | #  | Titre français              | Titre original                 | Réalisation     | Scénario                  | 1er diffusion US  | Code de production | Audiences US (en M.) |
| --- | -- | --------------------------- | ------------------------------ | --------------- | ------------------------- | ----------------- | ------------------ | -------------------- |
| 111 | 1  | Amours noires               | Love, Blactually               | Cyndi Tang      | Mike Henry                | 28 septembre 2008 | 6ACX03             | 9.20                 |
| 112 | 2  | J'ai rêvé de Jésus          | I Dream of Jesus               | Mike Kim        | Brian Scully              | 5 octobre 2008    | 6ACX05             | 8.42                 |
| 113 | 3  | Voyage en Allemagne         | Road to Germany                | Greg Colton     | Patrick Meighan           | 19 octobre 2008   | 6ACX08             | 9.07                 |
| 114 | 4  | Bébé n'est pas à bord       | Baby Not on Board              | Julius Wu       | Mark Hentemann            | 2 novembre 2008   | 6ACX07             | 9.97                 |
| 115 | 5  | L'homme aux deux Brian      | The Man with Two Brians        | Dominic Bianchi | John Viener               | 9 novembre 2008   | 6ACX09             | 8.60                 |
| 116 | 6  | Peter retourne à l'école    | Tales of a Third Grade Nothing | Jerry Langford  | Alex Carter               | 16 novembre 2008  | 6ACX10             | 8.52                 |
| 117 | 7  | Association de malplaisants | Ocean's Three and a Half       | John Holmquist  | Cherry Chevapravatdumrong | 15 février 2009   | 6ACX11             | 7.33                 |
| 118 | 8  | Personne n'est parfait      | Family Gay                     | Brian Iles      | Richard Appel             | 8 mars 2009       | 6ACX12             | 7.18                 |
| 119 | 9  | L'infâme invité             | The Juice Is Loose             | Cyndi Tang      | Andrew Goldberg           | 15 mars 2009      | 6ACX13             | 7.21                 |
| 120 | 10 | Le job de rêve              | Fox-y Lady                     | Pete Michels    | Matt Fleckenstein         | 22 mars 2009      | 6ACX14             | 7.45                 |
| 121 | 11 | Star Trek, le retour        | Not All Dogs Go to Heaven      | Greg Colton     | Danny Smith               | 29 mars 2009      | 6ACX17             | 8.20                 |
| 122 | 12 | Histoire fumeuse            | 420                            | Julius Wu       | Patrick Meighan           | 19 avril 2009     | 6ACX16             | 7.29                 |
| 123 | 13 | Dopage                      | Stew-Roids                     | Jerry Langford  | Alec Sulkin               | 26 avril 2009     | 6ACX18             | 6.80                 |
| 124 | 14 | Réveil difficile            | We Love You, Conrad            | John Holmquist  | Cherry Chevapravatdumrong | 3 mai 2009        | 6ACX19             | 6.67                 |
| 125 | 15 | Le remake                   | Three Kings                    | Dominic Bianchi | Alec Sulkin               | 10 mai 2009       | 6ACX15             | 6.47                 |
| 126 | 16 | L'explorateur               | Peter's Progress               | Brian Iles      | Wellesley Wild            | 17 mai 2009       | 6ACX20             | 7.33                 |

### Saison 8: 2009-2010
| N°  | #  | Titre français Titre québécois                                                          | Titre original                             | Réalisation     | Scénario                       | 1er diffusion US  | Code de production | Audiences US (en M.) |
| --- | -- | --------------------------------------------------------------------------------------- | ------------------------------------------ | --------------- | ------------------------------ | ----------------- | ------------------ | -------------------- |
| 127 | 1  | Le monde à l'envers La route des multivers                                              | Road to the Multiverse                     | Greg Colton     | Wellesley Wild                 | 27 septembre 2009 | 7ACX06             | 10.17                |
| 128 | 2  | Le retour du lapin de Pâques Family Goy                                                 | Family Goy                                 | James Purdum    | Mark Hentemann                 | 4 octobre 2009    | 7ACX01             | 9.66                 |
| 129 | 3  | L'espion qui se les gelait Pas drôles d'espions                                         | Spies Reminiscent of Us                    | Cyndi Tang      | Alec Sulkin                    | 11 octobre 2009   | 7ACX03             | 8.88                 |
| 130 | 4  | Le syndrome de Road House La nouvelle sacoche de Brian                                  | Brian's Got a Brand New Bag                | Pete Michels    | Tom Devanney                   | 8 novembre 2009   | 7ACX02             | 7.38                 |
| 131 | 5  | Le singe sort du placard Hannah Banana                                                  | Hannah Banana                              | John Holmquist  | Cherry Chevapravatdumrong      | 8 novembre 2009   | 7ACX05             | 7.73                 |
| 132 | 6  | Le bébé de Quagmire                                                                     | Quagmire's Baby                            | Jerry Langford  | Patrick Meighan                | 15 novembre 2009  | 7ACX04             | 8.28                 |
| 133 | 7  | Notre nouveau copain noir Jérôme c'est le nouveau black                                 | Jerome Is the New Black                    | Brian Iles      | John Viener                    | 22 novembre 2009  | 7ACX08             | 7.38                 |
| 134 | 8  | Un chien disparaît Chienne de vie                                                       | Dog Gone                                   | Julius Wu       | Steve Callaghan                | 29 novembre 2009  | 7ACX07             | 8.48                 |
| 135 | 9  | Peter, l'homme d'affaires Monsieur Big Shot                                             | Business Guy                               | Pete Michels    | Andrew Goldberg et Alex Carter | 13 décembre 2009  | 7ACX11             | 7.47                 |
| 136 | 10 | Une famille en or Je me souviens plus                                                   | Big Man on Hippocampus                     | Dominic Bianchi | Brian Scully                   | 3 janvier 2010    | 7ACX09             | 8.10                 |
| 137 | 11 | Une adolescence perturbée Meg comme dans meurtre                                        | Dial Meg for Murder                        | Cyndi Tang      | Andrew Goldberg et Alex Carter | 31 janvier 2010   | 7ACX12             | 5.21                 |
| 138 | 12 | Peter le voyant Un médium extra large                                                   | Extra Large Medium                         | John Holmquist  | Steve Callaghan                | 14 février 2010   | 7ACX14             | 6.42                 |
| 139 | 13 | La joyeuse ferme Go Stewie Go                                                           | Go Stewie Go                               | Greg Colton     | Gary Janetti                   | 14 mars 2010      | 7ACX15             | 6.72                 |
| 140 | 14 | Harcèlement Peter-cèlement                                                              | Peter-assment                              | Julius Wu       | Chris Sheridan                 | 21 mars 2010      | 7ACX16             | 6.80                 |
| 141 | 15 | Un auteur est né Une idée originale de Brian Griffin                                    | Brian Griffin's House of Payne             | Jerry Langford  | Spencer Porter                 | 28 mars 2010      | 7ACX13             | 7.27                 |
| 142 | 16 | Avril à Quahog Juré Craché                                                              | April in Quahog                            | Joseph Lee      | John Viener                    | 11 avril 2010     | 7ACX18             | 6.93                 |
| 143 | 17 | Brian et Stewie                                                                         | Brian & Stewie                             | Dominic Bianchi | Gary Janetti                   | 2 mai 2010        | 7ACX20             | 7.68                 |
| 144 | 18 | Le père de Quagmire                                                                     | Quagmire's Dad                             | Pete Michels    | Tom Devanney                   | 9 mai 2010        | 7ACX19             | 7.22                 |
| 145 | 19 | La source Merveilleuse La splendide source                                              | The Splendid Source                        | Brian Iles      | Mark Hentemann                 | 16 mai 2010       | 7ACX17             | 7.59                 |
| 146 | 20 | Blue Harvest, la totale Kek chose, kek chose, kek chose côté obscur (Épisode de 55 min) | Something, Something, Something, Dark Side | Dominic Polcino | Kirker Butler                  | 23 mai 2010       | 6ACX21/6ACX22      | 6.13                 |
| 147 | 21 | Mission avortée Titre québécois inconnu                                                 | Partial Terms of Endearment                | Joseph Lee      | Danny Smith                    | 20 juin 2010      | 7ACX10             |                      |

### Saison 9: 2010-2011
| N°  | #  | Titre français Titre québécois                                            | Titre original                     | Réalisation     | Scénario                                      | 1er diffusion US  | Code de production | Audiences US (en M.) |
| --- | -- | ------------------------------------------------------------------------- | ---------------------------------- | --------------- | --------------------------------------------- | ----------------- | ------------------ | -------------------- |
| 148 | 1  | Un dîner à mourir Et tombent les invités (Épisode de 50 min)              | And Then There Were Fewer          | Dominic Polcino | Cherry Chevapravatdumrong                     | 26 septembre 2010 | 8ACX01/8ACX02      | 9.41                 |
| 149 | 2  | Changement de camp Gauche, Droite!                                        | Excellence in Broadcasting         | John Holmquist  | Patrick Meighan                               | 3 octobre 2010    | 8ACX03             | 7.94                 |
| 150 | 3  | L'aventure de Carter Bon retour, Carter                                   | Welcome Back, Carter               | Cyndi Tang      | Wellesley Wild                                | 10 octobre 2010   | 8ACX04             | 7.02                 |
| 151 | 4  | Halloween sur Spooner Street Halloween à Quahog                           | Halloween on Spooner Street        | Jerry Langford  | Andrew Goldberg                               | 7 novembre 2010   | 8ACX06             | 7.97                 |
| 152 | 5  | Million Dollar Lois Chérie, tu me...                                      | Baby, You Knock Me Out             | Julius Wu       | Alex Carter                                   | 14 novembre 2010  | 8ACX05             | 7.00                 |
| 153 | 6  | Brian, auteur de bestseller Brian écrit un bestseller                     | Brian Writes a Bestseller          | Joseph Lee      | Gary Janetti                                  | 21 novembre 2010  | 8ACX07             | 6.59                 |
| 154 | 7  | En route pour le Pôle Nord En Route vers le Pôle Nord (Épisode de 44 min) | Road to the North Pole             | Greg Colton     | Chris Sheridan et Danny Smith                 | 12 décembre 2010  | 8ACX08/8ACX09      | 8.03                 |
| 155 | 8  | Un rein vaut mieux que deux tu l'auras Rein pour deux                     | New Kidney in Town                 | Pete Michels    | Matt Harrigan et Dave Willis                  | 9 janvier 2011    | 8ACX10             | 9.29                 |
| 156 | 9  | Joyce Kinney Votre présentatrice Joyce Kinney                             | And I'm Joyce Kinney               | Dominic Bianchi | Alec Sulkin                                   | 16 janvier 2011   | 8ACX12             | 7.08                 |
| 157 | 10 | Les amis de Peter G                                                       | Friends of Peter G.                | John Holmquist  | Brian Scully                                  | 13 février 2011   | 8ACX13             | 5.99                 |
| 158 | 11 | À la guerre comme à la glaire Le papi d'Allemagne                         | German Guy                         | Cyndi Tang      | Andrew Goldberg et Patrick Meighan            | 20 février 2011   | 8ACX14             | 6.56                 |
| 159 | 12 | La main sur le fauteuil La main qui berce la chaise roulante              | The Hand That Rocks the Wheelchair | Brian Iles      | Tom Devanney                                  | 6 mars 2011       | 8ACX11             | 6.32                 |
| 160 | 13 | Chris cardiaque Échange de rôles                                          | Trading Places                     | Joseph Lee      | Steve Callaghan                               | 20 mars 2011      | 8ACX17             | 6.55                 |
| 161 | 14 | Triangle amoureux Tiegs pour deux                                         | Tiegs for Two                      | Jerry Langford  | John Viener                                   | 10 avril 2011     | 8ACX16             | 6.61                 |
| 162 | 15 | Coup de foudre à Quahog Frères et sœurs                                   | Brothers & Sisters                 | Julius Wu       | Alex Carter                                   | 17 avril 2011     | 8ACX15             | 6.04                 |
| 163 | 16 | Le Big Bang de Stewie La théorie du Big-Bang                              | The Big Bang Theory                | Dominic Polcino | John Viener                                   | 8 mai 2011        | 8ACX18             | 6.52                 |
| 164 | 17 | Les liaisons scabreuses Affaires étrangères                               | Foreign Affairs                    | Pete Michels    | David A. Goodman                              | 15 mai 2011       | 8ACX19             | 6.55                 |
| 165 | 18 | C'est un piège! (Épisode de 56 min)                                       | It's a Trap!                       | Peter Shin      | Cherry Chevapravatdumrong et David A. Goodman | 22 mai 2011       | 7ACX21/7ACX22      | 5.83                 |

### Saison 10: 2011-2012
| N°  | #  | Titre français Titre québécois                                    | Titre original                            | Réalisation     | Scénario                                  | 1er diffusion US  | Code de production | Audiences US (en M.) |
| --- | -- | ----------------------------------------------------------------- | ----------------------------------------- | --------------- | ----------------------------------------- | ----------------- | ------------------ | -------------------- |
| 166 | 1  | L'argent rend fou La fièvre de la loterie                         | Lottery Fever                             | Greg Colton     | Andrew Goldberg                           | 25 septembre 2011 | 9ACX01             | 7.69                 |
| 167 | 2  | Ouragan Champignons magiques                                      | Seahorse Seashell Party                   | Brian Iles      | Wellesley Wild                            | 2 octobre 2011    | 8ACX20             | 6.99                 |
| 168 | 3  | Une femme en Enfer: L'histoire de Brenda Q L'histoire de Brenda Q | Screams of Silence: The Story of Brenda Q | Dominic Bianchi | Alec Sulkin                               | 30 octobre 2011   | 8ACX21             | 5.96                 |
| 169 | 4  | Stewie part en vadrouille Stewie au volant                        | Stewie Goes for a Drive                   | Julius Wu       | Gary Janetti                              | 6 novembre 2011   | 9ACX02             | 5.82                 |
| 170 | 5  | Retour vers le pilote                                             | Back to the Pilot                         | Dominic Bianchi | Mark Hentemann                            | 13 novembre 2011  | 9ACX08             | 6.01                 |
| 171 | 6  | Thanksgiving L'action de grâce                                    | Thanksgiving                              | Jerry Langford  | Patrick Meighan                           | 20 novembre 2011  | 9ACX04             | 6.02                 |
| 172 | 7  | Amour Amish L'Amish                                               | Amish Guy                                 | John Holmquist  | Mark Hentemann                            | 27 novembre 2011  | 8ACX22             | 5.50                 |
| 173 | 8  | Peter la main froide Peter le hors-la-loi                         | Cool Hand Peter                           | Brian Iles      | Artie Johann et Shawn Ries                | 4 décembre 2011   | 9ACX05             | 7.14                 |
| 174 | 9  | Rien que pour tes vieux Le vieux grincheux                        | Grumpy Old Man                            | John Holmquist  | Dave Ihlenfeld et David Wright            | 11 décembre 2011  | 9ACX07             | 6.10                 |
| 175 | 10 | Mon voisin le dragueur Quagmire et Meg                            | Quagmire & Meg                            | Joseph Lee      | Tom Devanney                              | 8 janvier 2012    | 9ACX03             | 6.23                 |
| 176 | 11 | Au royaume des aveugles, les chiens sont rois L'amour est aveugle | The Blind Side                            | Bob Bowen       | Cherry Chevapravatdumrong                 | 15 janvier 2012   | 9ACX06             | 8.31                 |
| 177 | 12 | Crise de foi Priez pour nous                                      | Livin' on a Prayer                        | Pete Michels    | Danny Smith                               | 29 janvier 2012   | 9ACX09             | 5.92                 |
| 178 | 13 | Tom Tucker: Itinéraire d'un acteur raté Un homme, un rêve         | Tom Tucker: The Man and His Dream         | Greg Colton     | Alex Carter                               | 12 février 2012   | 9ACX10             | 5.03                 |
| 179 | 14 | Mauvaise pêche Pêche miraculeuse                                  | Be Careful What You Fish For              | Julius Wu       | Steve Callaghan                           | 19 février 2012   | 9ACX11             | 5.39                 |
| 180 | 15 | Des amis qui assurent Incendie au Bayit                           | Burning Down the Bayit                    | Jerry Langford  | Chris Sheridan                            | 4 mars 2012       | 9ACX13             | 5.33                 |
| 181 | 16 | Killer Queen Le robot de Queen                                    | Killer Queen                              | Joseph Lee      | Spencer Porter                            | 11 mars 2012      | 9ACX12             | 5.74                 |
| 182 | 17 | Ne m'oublie pas                                                   | Forget-Me-Not                             | Brian Iles      | David A. Goodman                          | 18 mars 2012      | 9ACX14             | 5.61                 |
| 183 | 18 | Le cirque de Pitou Tu peux pas faire ça à la télé, Peter          | You Can't Do That on Television, Peter    | Bob Bowen       | Julius Sharpe                             | 1er avril 2012    | 9ACX15             | 5.05                 |
| 184 | 19 | Premier amour Monsieur et Madame Stewie                           | Mr. and Mrs. Stewie                       | Joe Vaux        | Gary Janetti                              | 29 avril 2012     | 9ACX17             | 5.63                 |
| 185 | 20 | L'enlèvement                                                      | Leggo My Meg-O                            | John Holmquist  | Brian Scully                              | 6 mai 2012        | 9ACX16             | 5.64                 |
| 186 | 21 | Tea Party, mon kiki ! Tea Peter                                   | Tea Peter                                 | Pete Michels    | Patrick Meighan                           | 13 mai 2012       | 9ACX18             | 4.94                 |
| 187 | 22 | Courrier des téléspectateurs Courrier des spectateurs #2          | Family Guy Viewer Mail #2                 | Greg Colton     | Tom Devanney, Alec Sulkin et Deepak Sethi | 20 mai 2012       | 9ACX19             | 5.35                 |
| 188 | 23 | Revanche adultère Affaires internes                               | Internal Affairs                          | Julius Wu       | Wellesley Wild                            | 20 mai 2012       | 9ACX20             | 5.35                 |

### Saison 11: 2012-2013
| N°  | #  | Titre français Titre québécois                                       | Titre original              | Réalisation    | Scénario                          | 1er diffusion US  | Code de production | Audiences US (en M.) |
| --- | -- | -------------------------------------------------------------------- | --------------------------- | -------------- | --------------------------------- | ----------------- | ------------------ | -------------------- |
| SP7 | 0  | 200 épisodes plus tard (Épisode spécial)                             | 200 Episodes Later          | Brad Lachman   | Michael O'Rourke                  | 11 novembre 2012  | AACX45             | 5.57                 |
| 189 | 1  | Griffin contre Fishman À l'assaut du sommet                          | Into Fat Air                | Joseph Lee     | Alec Sulkin                       | 30 septembre 2012 | 9ACX21             | 6.55                 |
| 190 | 2  | Peter tout-puissant Le gars du câble                                 | Ratings Guy                 | James Purdum   | Dave Ihlenfeld et David Wright    | 7 octobre 2012    | AACX01             | 6.70                 |
| 191 | 3  | Le vieil homme et le cancer Le vieux à l'article de la mort          | The Old Man and the Big 'C' | Brian Iles     | Mike Desilets et Anthony Blasucci | 4 novembre 2012   | 9ACX22             | 5.11                 |
| 192 | 4  | AutoReverse Niffirg Sel                                              | Yug Ylimaf                  | John Holmquist | Mark Hentemann                    | 11 novembre 2012  | AACX04             | 5.57                 |
| 193 | 5  | La vengeance de Joe                                                  | Joe's Revenge               | Bob Bowen      | Julius Sharpe                     | 18 novembre 2012  | AACX03             | 5.14                 |
| 194 | 6  | Quand la mère se déchaîne Lois sort de sa coquille                   | Lois Comes Out of Her Shell | Joe Vaux       | Danny Smith                       | 25 novembre 2012  | AACX05             | 5.77                 |
| 195 | 7  | D'amitié et d'eau fraîche Amis non modernes                          | Friends Without Benefits    | Jerry Langford | Cherry Chevapravatdumrong         | 9 décembre 2012   | AACX02             | 5.64                 |
| 196 | 8  | La bible selon saint Peter Jésus, Marie, Joseph!                     | Jesus, Mary and Joseph!     | Julius Wu      | Tom Devanney                      | 23 décembre 2012  | AACX07             | 5.49                 |
| 197 | 9  | Le Cosmonaze Cadet de l'espace                                       | Space Cadet                 | Pete Michels   | Alex Carter                       | 6 janvier 2013    | AACX06             | 7.21                 |
| 198 | 10 | La pièce de Brian                                                    | Brian's Play                | Joseph Lee     | Gary Janetti                      | 13 janvier 2013   | AACX08             | 6.01                 |
| 199 | 11 | Épouse de seconde main Ce qui se passe à Boston...                   | The Giggity Wife            | Brian Iles     | Andrew Goldberg                   | 27 janvier 2013   | AACX09             | 5.63                 |
| 200 | 12 | Les massacres de la Saint-Valentin La St-Valentin à Quahog           | Valentine's Day in Quahog   | Bob Bowen      | Daniel Palladino                  | 10 février 2013   | AACX11             | 4.71                 |
| 201 | 13 | Qui vole un œuf, vole un bœuf Chris découche                         | Chris Cross                 | Jerry Langford | Mike Desilets et Anthony Blasucci | 17 février 2013   | AACX10             | 5.03                 |
| 202 | 14 | Call Girl                                                            | Call Girl                   | John Holmquist | Wellesley Wild                    | 10 mars 2013      | AACX12             | 5.27                 |
| 203 | 15 | Le cowboy au turban Cowboy à turban                                  | Turban Cowboy               | Joe Vaux       | Artie Johann et Shawn Ries        | 17 mars 2013      | AACX13             | 4.92                 |
| 204 | 16 | 12 hommes dans une poudrière 12 hommes à huis clos                   | 12 and a Half Angry Men     | Pete Michels   | Ted Jessup                        | 24 mars 2013      | AACX14             | 5.16                 |
| 205 | 17 | Bigfat Peter des Bois                                                | Bigfat                      | Julius Wu      | Brian Scully                      | 14 avril 2013     | AACX15             | 5.02                 |
| 206 | 18 | Il faut sauver Rupert Rappel cruel                                   | Total Recall                | Joseph Lee     | Kristin Long                      | 28 avril 2013     | AACX16             | 4.89                 |
| 207 | 19 | Y a-t-il un ivrogne pour sauver l'Huître? Sauvons la Palourde        | Save the Clam               | Brian Iles     | Chris Sheridan                    | 5 mai 2013        | AACX18             | 4.79                 |
| 208 | 20 | Breaking Bide Vive la campagne                                       | Farmer Guy                  | Mike Kim       | Patrick Meighan                   | 12 mai 2013       | AACX19             | 4.82                 |
| 209 | 21 | Voyages à Las Vegas En route pour Vegas                              | Roads to Vegas              | Greg Colton    | Steve Callaghan                   | 19 mai 2013       | AACX20             | 5.28                 |
| 210 | 22 | La fièvre du Country Club Non, ce club n'est pas pour le vieil homme | No Country Club for Old Men | Jerry Langford | Teresa Hsiao                      | 19 mai 2013       | AACX21             | 5.16                 |

### Saison 12: 2013-2014
| N°  | #  | Titre français Titre québécois                                            | Titre original                        | Réalisation     | Scénario                          | 1er diffusion US  | Code de production | Audiences US (en M.) |
| --- | -- | ------------------------------------------------------------------------- | ------------------------------------- | --------------- | --------------------------------- | ----------------- | ------------------ | -------------------- |
| 211 | 1  | Tirez la chasse au trésor J'le trouve, j'le garde!                        | Finders Keepers                       | John Holmquist  | Mike Desilets et Anthony Blasucci | 29 septembre 2013 | BACX01             | 5.23                 |
| 212 | 2  | Mini-Peter Peter et son parasite                                          | Vestigial Peter                       | Julius Wu       | Brian Scully                      | 6 octobre 2013    | BACX02             | 5.20                 |
| 213 | 3  | Glenn en peine La Quagmire de Quagmire                                    | Quagmire's Quagmire                   | Pete Michels    | Cherry Chevapravatdumrong         | 3 novembre 2013   | BACX03             | 4.87                 |
| 214 | 4  | La brute Dans tes dans, Meg                                               | A Fistful of Meg                      | Joe Vaux        | Dominic Bianchi et Joe Vaux       | 10 novembre 2013  | AACX22             | 4.18                 |
| 215 | 5  | Parlo italien Boopa-Dee Bappa-Dee                                         | Boopa-dee Bappa-dee                   | Mike Kim        | Wellesley Wild                    | 17 novembre 2013  | BACX04             | 4.46                 |
| 216 | 6  | Une vie de chien La vie de Brian                                          | Life of Brian                         | Joseph Lee      | Alex Carter                       | 24 novembre 2014  | BACX05             | 4.58                 |
| 217 | 7  | Griffin & Quagmire Fausses Notes                                          | Into Harmony's Way                    | Brian Iles      | Julius Sharpe                     | 8 décembre 2013   | BACX06             | 5.36                 |
| 218 | 8  | Le miracle de Noël Un noël de chien                                       | Christmas Guy                         | Greg Colton     | Patrick Meighan                   | 15 décembre 2013  | BACX07             | 6.37                 |
| 219 | 9  | Transpalette et érection Un homme et son pénis                            | Peter Problems                        | Bob Bowen       | Teresa Hsiao                      | 5 janvier 2014    | BACX08             | 5.76                 |
| 220 | 10 | Bonne nuit les petits Contes pour adultes                                 | Grimm Job                             | Joe Vaux        | Alec Sulkin                       | 12 janvier 2014   | BACX09             | 5.22                 |
| 221 | 11 | Brian est un mauvais père                                                 | Brian's a Bad Father                  | Jerry Langford  | Chris Sheridan                    | 26 janvier 2014   | BACX10             | 4.11                 |
| 222 | 12 | Thelma et Mouise Mal de mère                                              | Mom's the Word                        | John Holmquist  | Ted Jessup                        | 09 mars 2014      | BACX11             | 4.56                 |
| 223 | 13 | À la recherche de Dieu Trois actes de Dieu                                | 3 Acts of God                         | Bob Bowen       | Alec Sulkin                       | 16 mars 2014      | AACX17             | 4.62                 |
| 224 | 14 | L'héritier de Carter Bon à marier                                         | Fresh Heir                            | Mike Kim        | Steve Callaghan                   | 23 mars 2014      | BACX13             | 4.38                 |
| 225 | 15 | Fumer tue Pas de boucane sans chicane                                     | Secondhand Spoke                      | Julius Wu       | Dave Ihlenfeld et David Wright    | 30 mars 2014      | BACX12             | 4.17                 |
| 226 | 16 | La guerre de la banquette Le feu sauvage de l'amitié                      | Herpe the Love Sore                   | Greg Colton     | Andrew Goldberg                   | 06 avril 2014     | BACX16             | 4.77                 |
| 227 | 17 | L'Homme le plus intéressant du monde L'Homme le plus intéressant au monde | The Most Interesting Man in the World | Joseph Lee      | Tom Devanney                      | 13 avril 2014     | BACX14             | 4.39                 |
| 228 | 18 | Noir c'est noir En noir et black                                          | Baby Got Black                        | Brian Iles      | Kevin Biggins et Travis Bowe      | 27 avril 2014     | BACX15             | 4.02                 |
| 229 | 19 | Chassez le naturel... Relent de Meg                                       | Meg Stinks!                           | Bob Bowen       | Danny Smith                       | 04 mai 2014       | BACX17             | 4.40                 |
| 230 | 20 | Scène de ménage Le retour de Cleveland                                    | He's Bla-ack!                         | Steve Robertson | Julius Sharpe                     | 11 mai 2014       | BACX19             | 4.16                 |
| 231 | 21 | Stewie file à l'anglaise Lord Stewie                                      | Chap Stewie                           | Joe Vaux        | Artie Johann et Shawn Ries        | 18 mai 2014       | BACX18             | 3.88                 |

### Saison 13: 2014-2015
| N°  | #  | Titre français Titre québécois                                                           | Titre original                               | Réalisation     | Scénario                  | 1er diffusion US  | Code de production | Audiences US (en M.) |
| --- | -- | ---------------------------------------------------------------------------------------- | -------------------------------------------- | --------------- | ------------------------- | ----------------- | ------------------ | -------------------- |
| 232 | 1  | Les Grifson Simpson-Guy (Épisode de 44 min)                                              | The Simpsons Guy                             | Peter Shin      | Patrick Meighan           | 28 septembre 2014 | BACX22/BACX23      | 8.45                 |
| 233 | 2  | Le livre de Joe L’évangile selon Joe                                                     | The Book of Joe                              | Mike Kim        | Mike Desilets             | 5 octobre 2014    | CACX01             | 3.63                 |
| 234 | 3  | Baking Bad Biscuits cochons                                                              | Baking Bad                                   | Jerry Langford  | Mark Hentemann            | 19 octobre 2014   | BACX20             | 4.74                 |
| 235 | 4  | Le roi de l'arnaque La gueule de l'emploi                                                | Brian The Closer                             | John Holmquist  | Steve Marmel              | 9 novembre 2014   | BACX21             | 3.63                 |
| 236 | 5  | À la recherche de la dinde perdue Oiseau de malheur                                      | Turkey Guys                                  | Julius Wu       | Cherry Chevapravatdumrong | 16 novembre 2014  | CACX02             | 4.46                 |
| 237 | 6  | 2000 ans, toujours puceau Le vierge de 2000 ans                                          | The 2000-Year-Old Virgin                     | Joseph Lee      | Ted Jessup                | 7 décembre 2014   | CACX03             | 4.44                 |
| 238 | 7  | La grande aventure de Stewie, Chris et Brian La folle aventure de Stewie, Chris et Brian | Stewie, Chris, & Brian's Excellent Adventure | Joe Vaux        | Alex Carter               | 04 janvier 2015   | CACX04             | 5.53                 |
| 239 | 8  | Brian devient idiot Triple sot                                                           | Our Idiot Brian                              | John Holmquist  | Aaron Lee                 | 11 janvier 2015   | CACX05             | 4.12                 |
| 240 | 9  | Photos cochonnes Prendre son pied                                                        | This Little Piggy                            | Brian Iles      | Kristin Long              | 25 janvier 2015   | CACX06             | 3.19                 |
| 241 | 10 | La mère de Quagmire La mineure                                                           | Quagmire's Mom                               | Greg Colton     | Tom Devanney              | 8 février 2015    | CACX07             | 2.81                 |
| 242 | 11 | Trou Détective Poupée de rêves                                                           | Encyclopedia Griffin                         | Jerry Langford  | Lewis Morton              | 15 février 2015   | CACX08             | 2.51                 |
| 243 | 12 | Stewie est enceinte Stewie est enceint                                                   | Stewie Is Enceinte                           | Steve Robertson | Gary Janetti              | 08 mars 2015      | CACX09             | 3.98                 |
| 244 | 13 | Dr. C et les Femmes Docteur C. et les femmes                                             | Dr. C & the Women                            | Mike Kim        | Travis Bowe               | 15 mars 2015      | CACX10             | 3.45                 |
| 245 | 14 | Pour une cuillère de Pudding Voyage organisé                                             | #JOLO                                        | Julius Wu       | Artie Johann & Shawn Ries | 12 avril 2015     | CACX11             | 3.11                 |
| 246 | 15 | L'Ecole de la vie Coup de croc                                                           | Once Bitten                                  | Joseph Lee      | Anthony Blasucci          | 19 avril 2015     | CACX12             | 3.30                 |
| 247 | 16 | L'arroseur arrosé Jeu de maux                                                            | Roasted Guy                                  | Joe Vaux        | Andrew Goldberg           | 26 avril 2015     | CACX13             | 3.17                 |
| 248 | 17 | Bagarre à l'Irlandaise Jeux de mains, jeux de vilains                                    | Fighting Irish                               | Brian Iles      | Jaydi Samuels             | 3 mai 2015        | CACX15             | 3.68                 |
| 249 | 18 | Prends ma femme Femme à donner                                                           | Take My Wife                                 | John Holmquist  | Kevin Biggins             | 17 mai 2015       | CACX14             | 2.85                 |

### Saison 14: 2015-2016
| N°  | #  | Titre français Titre québécois                                      | Titre original                | Réalisation     | Scénario                  | 1er diffusion US  | Code de production | Audiences US (en M.) |
| --- | -- | ------------------------------------------------------------------- | ----------------------------- | --------------- | ------------------------- | ----------------- | ------------------ | -------------------- |
| 250 | 1  | Cuisine et dépendances La surprise du chef                          | Pilling Them Softly           | Jerry Langford  | Hayes Davenport           | 27 septembre 2015 | CACX17             | 2.87                 |
| 251 | 2  | Jambes de nouilles Le père au fils roulant                          | Papa Has a Rollin' Son        | Steve Robertson | Danny Smith               | 4 octobre 2015    | CACX18             | 3.56                 |
| 252 | 3  | Aie, Robot ! Amitié robotisée                                       | Guy, Robot                    | Mike Kim        | Chris Regan               | 11 octobre 2015   | DACX02             | 2.79                 |
| 253 | 4  | Peternormal activity Activité Peternormal                           | Peternormal Activity          | Greg Colton     | Chris Sheridan            | 25 octobre 2015   | CACX16             | 3.85                 |
| 254 | 5  | Peter, Chris & Brian Peter, Chris et Brian                          | Peter, Chris, & Brian         | Joe Vaux        | Patrick Meighan           | 8 novembre 2015   | DACX03             | 2.58                 |
| 255 | 6  | La sœur de Peter                                                    | Peter's Sister                | John Holmquist  | Tom Devanney              | 15 novembre 2015  | DACX04             | 2.91                 |
| 256 | 7  | Téléphone morose La femme de mon meilleur ami                       | Hot Pocket-Dial               | Steve Robertson | Aaron Lee                 | 22 novembre 2015  | DACX06             | 3.37                 |
| 257 | 8  | Swanson l'a dans le dos Dos à Joe                                   | Brokeback Swanson             | Julius Wu       | Ted Jessup                | 6 décembre 2015   | DACX07             | 3.63                 |
| 258 | 9  | Tirer dans le noir                                                  | A Shot in the Dark            | Brian Iles      | Mike Desilets             | 13 décembre 2015  | DACX05             | 3.74                 |
| 259 | 10 | Bonbon Quahog Guimauve Viens t'en à la maison                       | Candy Quahog Marshmallow!     | Joseph Lee      | Cherry Chevapravatdumrong | 3 janvier 2016    | DACX01             | 3.26                 |
| 260 | 11 | L'enfant star Kid Kodak                                             | The Peanut Butter Kid         | Greg Colton     | Artie Johann              | 10 janvier 2016   | DACX08             | 3.92                 |
| 261 | 12 | Carter se venge Les dindons de la farce                             | Scammed Yankees               | Jerry Langford  | Ray James                 | 17 janvier 2016   | DACX09             | 3.40                 |
| 262 | 13 | Jeu, sexe et match Chris le castrat                                 | An App a Day                  | Mike Kim        | Anthony Blasucci          | 14 février 2016   | DACX12             | 2.57                 |
| 263 | 14 | Cocktail Peter La loi Peter                                         | Underage Peter                | Joseph Lee      | Shawn Ries                | 21 février 2016   | DACX13             | 2.72                 |
| 264 | 15 | Ce qui se passe en haut reste en haut Ce qui se passe au grenier... | A Lot Going On Upstairs       | Joe Vaux        | Steve Callaghan           | 6 mars 2016       | DACX11             | 2.74                 |
| 265 | 16 | Un chien chaud Coup chien                                           | The Heartbreak Dog            | Brian Iles      | Lew Morton                | 13 mars 2016      | DACX14             | 2.98                 |
| 266 | 17 | Courrier du cœur La postière                                        | Take a Letter                 | John Holmquist  | Kevin Biggins             | 17 avril 2016     | DACX15             | 2.93                 |
| 267 | 18 | Les nouvelles aventures du bon vieux Tom                            | The New Adventures of Old Tom | Steve Robertson | Travis Bowe               | 8 mai 2016        | DACX16             | 2.76                 |
| 268 | 19 | Le roi Chris Cours, Chris, cours                                    | Run, Chris, Run               | Julius Wu       | Damien Fahey              | 15 mai 2016       | DACX17             | 2.65                 |
| 269 | 20 | Voyage en Inde En route vers l'Inde                                 | Road to India                 | Greg Colton     | Danny Smith               | 22 mai 2016       | DACX18             | 2.59                 |

### Saison 15: 2016-2017
| N°  | #  | Titre français Titre québécois                              | Titre original                               | Réalisation     | Scénario                  | 1er diffusion US  | Code de production | Audiences US (en M.) |
| --- | -- | ----------------------------------------------------------- | -------------------------------------------- | --------------- | ------------------------- | ----------------- | ------------------ | -------------------- |
| 270 | 01 | Un groupe qui a du chien Un band qui a du chien             | The Boys in the Band                         | Joseph Lee      | Chris Regan               | 25 septembre 2016 | EACX01             | 2.80                 |
| 271 | 02 | Miser sur le lancer Jouer son héritier                      | Bookie of the Year                           | Jerry Langford  | Daniel Peck               | 2 octobre 2016    | DACX10             | 3.47                 |
| 272 | 03 | Homme à femmes Le Giggity-golo américain                    | American Gigg-olo                            | Mike Kim        | Chris Sheridan            | 16 octobre 2016   | DACX19             | 3.68                 |
| 273 | 04 | Au cœur des Griffin À la découverte de Family Guy           | Inside Family Guy                            | Joe Vaux        | Andrew Goldberg           | 23 octobre 2016   | DACX20             | 2.49                 |
| 274 | 05 | Le rendez-vous Le gars dans le tuxedo géant                 | Chris Has Got a Date, Date, Date, Date, Date | Brian Iles      | Artie Johann              | 6 novembre 2016   | EACX02             | 2.60                 |
| 275 | 06 | Pour le bien de tous                                        | Hot Shots                                    | John Holmquist  | David A. Goodman          | 13 novembre 2016  | EACX03             | 3.58                 |
| 276 | 07 | Peter révise ses classiques Leçon de littérature            | High School English                          | Steve Robertson | Ted Jessup                | 20 novembre 2016  | EACX04             | 2.74                 |
| 277 | 08 | Carter et Tricia                                            | Carter and Tricia                            | Mike Kim        | Patrick Meighan           | 4 décembre 2016   | EACX05             | 3.45                 |
| 278 | 09 | Joyeuse imposture Le Griffin qui voulait gâcher Noël        | How the Griffin Stole Christmas              | Julius Wu       | Aaron Lee                 | 11 décembre 2016  | EACX06             | 3.05                 |
| 279 | 10 | Y a-t-il un gros tas dans l'avion ? Passager gros-lard-sept | Passenger Fatty-Seven                        | Greg Colton     | Alex Carter               | 8 janvier 2017    | EACX07             | 4.00                 |
| 280 | 11 | Le Gronk et les abeilles                                    | Gronkowsbees                                 | Jerry Langford  | Cherry Chevapravatdumrong | 15 janvier 2017   | EACX08             | 3.55                 |
| 281 | 12 | La cohabitation D.J. Peter et les gars du son               | Peter's Def Jam                              | Joe Vaux        | Anthony Blasucci          | 12 février 2017   | EACX09             | 1.86                 |
| 282 | 13 | Le quartet trouble-fête La corde sensible                   | The Finer Strings                            | Joseph Lee      | Shawn Ries                | 19 février 2017   | EACX10             | 2.26                 |
| 283 | 14 | L'appli de rencontre Touche pas à mon app!                  | The Dating Game                              | Brian Iles      | Tom Devanney              | 5 mars 2017       | EACX11             | 2.48                 |
| 284 | 15 | Le flic et la commotion Bon cop, simili cop                 | Cop and a Half-Wit                           | John Holmquist  | Ray James                 | 12 mars 2017      | EACX12             | 2.51                 |
| 285 | 16 | Le gros tas La bouffe tue                                   | Saturated Fat Guy                            | Steve Robertson | Damien Fahey              | 19 mars 2017      | EACX13             | 2.34                 |
| 286 | 17 | La fugue La jeunesse perdue de Peter                        | Peter's Lost Youth                           | Julius Wu       | Danny Smith               | 26 mars 2017      | EACX14             | 2.17                 |
| 287 | 18 | Le proviseur improvisé Peter le directeur                   | The Peter Principal                          | Greg Colton     | Steve Callaghan           | 30 avril 2017     | EACX16             | 2.42                 |
| 288 | 19 | La déportation Au-delà des frontières                       | Dearly Deported                              | Jerry Langford  | Mike Desilets             | 21 mai 2017       | EACX17             | 2.14                 |
| 289 | 20 | La semence Les Peter junior                                 | A House Full of Peters                       | Joseph Lee      | Chris Sheridan            | 21 mai 2017       | EACX19             | 2.14                 |

### Saison 16: 2017-2018
| N°  | #  | Titre français Titre québécois                                    | Titre original                    | Réalisation                                | Scénario                  | 1er diffusion US | Code de production | Audiences US (en M.) |
| --- | -- | ----------------------------------------------------------------- | --------------------------------- | ------------------------------------------ | ------------------------- | ---------------- | ------------------ | -------------------- |
| 290 | 1  | Emmy à tout prix L’épisode gagnant d’un Emmy                      | Emmy-Winning Episode              | James Purdum, Dominic Bianchi & Peter Shin | Aaron Lee                 | 1 octobre 2017   | FACX06             | 2.80                 |
| 291 | 2  | Le rêve de Peter Le loup dans la camaraderie                      | Foxx in the Men House             | Brian Iles                                 | Andrew Goldberg           | 8 octobre 2017   | EACX20             | 3.05                 |
| 292 | 3  | Une nounou d'enfer La nounou surprise                             | Nanny Goats                       | Steve Robertson                            | Tom Devanney              | 15 octobre 2017  | FACX02             | 2.54                 |
| 293 | 4  | Où va l'argent ? Suivez l'argent                                  | Follow the Money                  | Mike Kim                                   | Kevin Biggins             | 22 octobre 2017  | EACX15             | 2.69                 |
| 294 | 5  | Trois réalisateurs                                                | Three Directors                   | Joe Vaux                                   | Travis Bowe               | 5 novembre 2017  | EACX18             | 2.31                 |
| 295 | 6  | Retour de bâton Appartement 23                                    | The D in Apartment 23             | Julius Wu                                  | Artie Johann              | 12 novembre 2017 | FACX03             | 3.11                 |
| 296 | 7  | Petey IV Peter 4                                                  | Petey IV                          | Mike Kim                                   | Anthony Blasucci          | 19 novembre 2017 | FACX04             | 2.08                 |
| 297 | 8  | Very bad Meg Meg-a-brosse                                         | Crimes and Meg's Demeanor         | Greg Colton                                | Mike Desilets             | 3 décembre 2017  | FACX05             | 2.59                 |
| 298 | 9  | La menace des fantômes Un pet de chien pour Noël                  | Don't Be a Dickens at Christmas   | Jerry Langford                             | Danny Smith               | 10 décembre 2017 | FACX07             | 2.98                 |
| 299 | 10 | La Belle et le Bâtard Chienne de vie                              | Boy (Dog) Meets Girl (Dog)        | Brian Iles                                 | Steve Callaghan           | 7 janvier 2018   | FACX09             | 3.40                 |
| 300 | 11 | Jalousies Feu l’ourson                                            | Dog Bites Bear                    | John Holmquist                             | Cherry Chevapravatdumrong | 14 janvier 2018  | FACX01             | 4.10                 |
| 301 | 12 | Faites entrer Stewie Veuillez faire entrer Stewie                 | Send in Stewie, Please            | Joe Vaux                                   | Gary Janetti              | 18 mars 2018     | FACX10             | 2.24                 |
| 302 | 13 | Elémentaire ! V pour mystère                                      | V Is for Mystery                  | Joseph Lee                                 | David A. Goodman          | 25 mars 2018     | FACX08             | 1.91                 |
| 303 | 14 | Les vétérans Le vétéran                                           | Veteran Guy                       | John Holmquist                             | Patrick Meighan           | 1 avril 2018     | FACX11             | 2.05                 |
| 304 | 15 | Le chien de Wall Street                                           | The Woof of Wall Street           | Steve Robertson                            | Alex Carter               | 8 avril 2018     | FACX12             | 1.93                 |
| 305 | 16 | Les Griffin à travers les âges Family Guy au fil des ans          | Family Guy Through the Years      | Julius Wu                                  | Chris Sheridan            | 22 avril 2018    | FACX13             | 2.00                 |
| 306 | 17 | Vis ma vie Changer de corps                                       | Switch the Flip                   | Mike Kim                                   | Kevin Biggins             | 29 avril 2018    | FACX14             | 2.26                 |
| 307 | 18 | HTTPete HTTPeter                                                  | HTTPete                           | Greg Colton                                | Damien Fahey              | 6 mai 2018       | FACX15             | 1.92                 |
| 308 | 19 | La blessure la plus cruelle de toutes Tranché dans le vif         | The Unkindest Cut                 | Jerry Langford                             | Mark Hentemann            | 13 mai 2018      | FACX16             | 2.15                 |
| 309 | 20 | Dieu, tu es là ? C'est moi, Peter Dieu es-tu là? C'est moi, Peter | Are You There God? It's Me, Peter | Joseph Lee                                 | Travis Bowe               | 20 mai 2018      | FACX17             | 1.83                 |

### Saison 17: 2018-2019
| N°  | #  | Titre français Titre québécois                                                               | Titre original               | Réalisation     | Scénario                   | 1er diffusion US  | Code de production | Audiences US (en M.) |
| --- | -- | -------------------------------------------------------------------------------------------- | ---------------------------- | --------------- | -------------------------- | ----------------- | ------------------ | -------------------- |
| 310 | 1  | Mariés, un cancer Marié... au cancer                                                         | Married... with Cancer       | Mike Kim        | Aaron Lee                  | 30 septembre 2018 | HACX02             | 2.57                 |
| 311 | 2  | Une vie de chien Mourir comme un chien                                                       | Dead Dog Walking             | Julius Wu       | Chris Sheridan             | 7 octobre 2018    | HACX03             | 2.69                 |
| 312 | 3  | Mon copain Stewie Mon ami Stewie                                                             | Pal Stewie                   | Brian Iles      | John Viener & Matt Pabian  | 14 octobre 2018   | FACX18             | 1.99                 |
| 313 | 4  | Papa, Maman, j'ai rétréci le chien C'est pas parce qu'on est petit qu'on peut pas être grand | Big Trouble in Little Quahog | Joe Vaux        | Dominic Bianchi & Joe Vaux | 21 octobre 2018   | FACX19             | 2.57                 |
| 314 | 5  | À propos de Carter                                                                           | Regarding Carter             | Greg Colton     | Alex Carter                | 4 novembre 2018   | HACX04             | 2.60                 |
| 315 | 6  | Tous avec Meg Megalo-Meg                                                                     | Stand by Meg                 | Jerry Langford  | Billy Domineau             | 11 novembre 2018  | HACX05             | 2.29                 |
| 316 | 7  | Les jeux Griffiniques Les Jeux d'hiver des Griffin                                           | The Griffin Winter Games     | Steve Robertson | Artie Johann               | 18 novembre 2018  | HACX01             | 2.66                 |
| 317 | 8  | Les arnacoeurs Arnaque à Newport                                                             | Con Heiress                  | Brian Iles      | Mark Hentemann             | 2 décembre 2018   | HACX07             | 2.72                 |
| 318 | 9  | Pawtucket Pete Pete Pawtucket                                                                | Pawtucket Pete               | John Holmquist  | Chris Regan                | 9 décembre 2018   | FACX20             | 3.50                 |
| 319 | 10 | Cinquante nuances de blanc                                                                   | Hefty Shades of Gray         | Joseph Lee      | Mike Desilets              | 6 janvier 2019    | HACX08             | 2.42                 |
| 320 | 11 | Les Griffin à la Maison Blanche Peter se Trump                                               | Trump Guy                    | Joe Vaux        | Patrick Meighan            | 13 janvier 2019   | HACX09             | 4.04                 |
| 321 | 12 | Chientelligence artificielle Robot Brian                                                     | Bri, Robot                   | John Holmquist  | Patrick Meighan            | 10 février 2019   | HACX10             | 1.81                 |
| 322 | 13 | Grs-trans Gras Trans                                                                         | Trans-Fat                    | Steve Robertson | Wellesley Wild             | 17 février 2019   | HACX11             | 2.23                 |
| 323 | 14 | Peter fait un régime Peter version allégée                                                   | Family Guy Lite              | Mike Kim        | Anthony Blasucci           | 3 mars 2019       | HACX12             | 2.1                  |
| 324 | 15 | Instinct paternel Pas de Giggity, pas de doute                                               | No Giggity, No Doubt         | Julius Wu       | Kevin Biggins              | 10 mars 2019      | HACX13             | 2.25                 |
| 325 | 16 | Le téléphone Crabapple Sans commentaire!                                                     | You Can't Handle the Booth   | Greg Colton     | Damien Fahey               | 24 mars 2019      | HACX14             | 2.01                 |
| 326 | 17 | Sale île en mer L’île aux trésors                                                            | Island Adventure             | Jerry Langford  | Steve Callaghan            | 31 mars 2019      | HACX06             | 2.15                 |
| 327 | 18 | Jetez-moi tout ça ! Jette-moi ça                                                             | Throw It Away                | Brian Iles      | Cherry Chevapravatdumrong  | 28 avril 2019     | HACX15             | 1.95                 |
| 328 | 19 | La nouvelle star d'Internet Meg, la grosse vedette                                           | Girl Internetted             | Joe Vaux        | Chris Regan                | 5 mai 2019        | HACX17             | 1.72                 |
| 329 | 20 | Le lycée Adam West L'école Adam West                                                         | Adam West High               | Joseph Lee      | Artie Johann               | 12 mai 2019       | HACX16             | 1.78                 |

### Saison 18: 2019-2020
| N°  | #  | Titre français Titre québécois                       | Titre original                        | Réalisation     | Scénario                     | 1er diffusion US  | Code de production | Audiences US (en M.) |
| --- | -- | ---------------------------------------------------- | ------------------------------------- | --------------- | ---------------------------- | ----------------- | ------------------ | -------------------- |
| 330 | 1  | Yacht Rocky Rock thérapeutique                       | Yacht Rocky                           | John Holmquist  | Travis Bowe                  | 29 septembre 2019 | HACX18             | 1.88                 |
| 331 | 2  | Bri-Da Idamour                                       | Bri-Da                                | Steve Robertson | Tom Devanney                 | 6 octobre 2019    | HACX19             | 2.31                 |
| 332 | 3  | Absolutely Babulous C'est pas de la tarte            | Absolutely Babulous                   | Mike Kim        | Mark Hentemann et Ted Jessup | 13 octobre 2019   | HACX20             | 1.82                 |
| 333 | 4  | Quand Disney reboot Nouvelle version                 | Disney's The Reboot                   | Greg Colton     | Kirker Butler                | 20 octobre 2019   | JACX02             | 2.64                 |
| 334 | 5  | Comme chiens et chats Comme chien et chat            | Cat Fight                             | Jerry Langford  | Steve Callaghan              | 3 novembre 2019   | JACX03             | 1.61                 |
| 335 | 6  | Le mariage de Peter et Lois                          | Peter & Lois' Wedding                 | Joe Vaux        | Mark Hentemann               | 10 novembre 2019  | JACX05             | 2.19                 |
| 336 | 7  | Maux de cœur Un amour brûlant                        | Heart Burn                            | Steve Robertson | Matt Pabian et Matt McElaney | 17 novembre 2019  | JACX10             | 1.92                 |
| 337 | 8  | Taulesgiving À chaque jour suffit son pen            | Shanksgiving                          | Brian Iles      | Alex Carter                  | 24 novembre 2019  | JACX04/center>     | 2.28                 |
| 338 | 9  | Bientôt Noël Les plaisirs de Noël                    | Christmas Is Coming                   | John Holmquist  | Travis Bowe                  | 1 décembre 2019   | JACX06             | 2.30                 |
| 339 | 10 | La Celica de Connie Le requiem de Camille            | Connie's Celica                       | Joseph Lee      | Kevin Biggins                | 5 janvier 2020    | JACX08             | 1.85                 |
| 340 | 11 | Coupe, coupe Coupé dans le vif                       | Short Cuts                            | Julius Wu       | Kirker Butler                | 16 février 2020   | JACX11             | 1.65                 |
| 341 | 12 | Au bout du tunnel Piège de terre                     | Undergrounded                         | Greg Colton     | Mike Desilets                | 23 février 2020   | JACX13             | 1.57                 |
| 342 | 13 | Ce bon vieux et riche Stewie Stewie le vieux riche   | Rich Old Stewie                       | Brian Iles      | Chris Sheridan               | 1 mars 2020       | JACX12             | 1.55                 |
| 343 | 14 | L'étoffe d'un héros Peter et l'activisme             | The Movement                          | Joe Vaux        | Maggie Mull                  | 8 mars 2020       | JACX15             | 1.45                 |
| 344 | 15 | Bébé Stewie                                          | Baby Stewie                           | Jerry Langford  | Artie Johann                 | 15 mars 2020      | JACX14             | 1.68                 |
| 345 | 16 | Que d'eau ! Télétorture                              | Start Me Up                           | John Holmquist  | Daniel Peck                  | 19 avril 2020     | JACX16             | 1.58                 |
| 346 | 17 | Et pour un coma de plus Le gars dans le coma         | Coma Guy                              | Steve Robertson | Patrick Meighan              | 26 avril 2020     | JACX07             | 1.54                 |
| 347 | 18 | Avec ou sans Meg Un monde sans Meg                   | Better Off Meg                        | Anthony Agrusa  | Emily Towers                 | 3 mai 2020        | JACX17             | 1.39                 |
| 348 | 19 | La sainte Bibeule Santa Bibla                        | Holly Bibble                          | Julius Wu       | Cherry Chevapravatdumrong    | 10 mai 2020       | JACX01             | 1.29                 |
| 349 | 20 | Movin'in (Complainte du principal) L'invité surprise | Movin' In (Principal Shepherd's Song) | Joseph Lee      | Danny Smith                  | 17 mai 2020       | JACX18             | 1.51                 |

### Saison 19: 2020-2021
| N°  | #  | Titre français Titre québécois                                      | Titre original               | Réalisation                 | Scénario        | 1er diffusion US  | Code de production | Audiences US (en M.) |
| --- | -- | ------------------------------------------------------------------- | ---------------------------- | --------------------------- | --------------- | ----------------- | ------------------ | -------------------- |
| 350 | 1  | Le Premier mot de Stewie Le premier mot de Stewie                   | Stewie's First Word          | Mike Kim                    | Patrick Meighan | 27 septembre 2020 | JACX19             | 1.86                 |
| 351 | 2  | Le Talentueux M. Stewie L’énigmatique M. Stewie                     | The Talented Mr. Stewie      | Greg Colton                 | Gary Janetti    | 4 octobre 2020    | JACX20             | 1.36                 |
| 352 | 3  | Garçons & Écureuils Des écureuils et des hommes                     | Boys & Squirrels             | Joe Vaux                    | Steve Callaghan | 11 octobre 2020   | KACX02             | 1.48                 |
| 353 | 4  | Le Pays des plans de coupe Les p'tites scènes pas rapport           | Cutawayland                  | Brian Iles                  | Patrick Meighan | 1 novembre 2020   | KACX01             | 1.83                 |
| 354 | 5  | La Famiglia Griffini La Famiglia Guy                                | La Famiglia Guy              | John Holmquist              | Alex Carter     | 8 novembre 2020   | KACX03             | 1.52                 |
| 355 | 6  | Le Mariage de Meg                                                   | Meg's Wedding                | Steve Robertson             | Mike Desilets   | 15 novembre 2020  | KACX05             | 1.79                 |
| 356 | 7  | Wild Wild West Une élection digne du Far West                       | Wild Wild West               | Jerry Langford              | Kirker Butler   | 22 novembre 2020  | KACX08             | 1.68                 |
| 357 | 8  | Pawtucket Pat                                                       | Pawtucket Pat                | Julius Wu                   | Alex Carter     | 6 décembre 2020   | KACX07             | 1.43                 |
| 358 | 9  | Noël sans L                                                         | The First No L               | Joseph Lee                  | Damien Fahey    | 13 décembre 2020  | KACX06             | 1.84                 |
| 359 | 10 | Matières Fécales Matières fécales                                   | Fecal Matters                | Mike Kim et Dominic Bianchi | Artie Johann    | 17 janvier 2021   | JACX09             | 3.22                 |
| 360 | 11 | Le Meilleur ami de l'homme Le meilleur ami du p'tit gars            | Boys Best Friend             | Mike Kim                    | Steve Callaghan | 21 février 2021   | KACX06             | 1.31                 |
| 361 | 12 | C'est de la fraude C'est de la fraude!                              | And Thene There's Fraud      | Brian Iles                  | Kevin Biggins   | 28 février 2021   | KACX10             | 1.45                 |
| 362 | 13 | PeTerminator Peterminator                                           | PeTerminator                 | Joe Vaux                    | Mark Hentemann  | 7 mars 2021       | KACX12             | 1.15                 |
| 363 | 14 | Le Genre à se marier Le genre à se marier                           | The Marrying Kind            | Greg Colton                 | Travis Bowe     | 14 mars 2021      | KACX11             | 1.35                 |
| 364 | 15 | Cliente de la semaine Le client de la semaine                       | Customer of The Week         | John Holmquist              | Artie Johann    | 21 mars 2021      | KACX13             | 1.26                 |
| 365 | 16 | Qui est Brian désormais ? Qui est vraiment Brian ?                  | Who's Brian Now?             | Steve Robertson             | Maggie Mull     | 11 avril 2021     | KACX14             | 1.35                 |
| 366 | 17 | Le Piège des jeunes parents Jeunes parents branchés                 | Young Parent Trap            | Jerry Langford              | Emily Towers    | 18 avril 2021     | KACX15             | 1.21                 |
| 367 | 18 | Meg entre à l'université Meg va à l'université                      | Meg Goes to College          | Joseph Lee                  | Mike Desilets   | 2 mai 2021        | KACX16             | 1.14                 |
| 368 | 19 | Le Chat des Griffin Être comme chien et chat                        | Family Cat                   | Julius Wu                   | Artie Johann    | 9 mai 2021        | KACX17             | 1.34                 |
| 369 | 20 | Récits d'une gloire sportive passée Il était une fois des champions | Tales of Former Sports Glory | Joe Vaux et Peter Shin      | Mark Hentemann  | 16 mai 2021       | KACX04             | 1.16                 |

### Saison 20: 2021-2022
| N°  | #  | Titre français Titre québécois                                        | Titre original                | Réalisation     | Scénario        | 1er diffusion US  | Code de production | Audiences US (en M.) |
| --- | -- | --------------------------------------------------------------------- | ----------------------------- | --------------- | --------------- | ----------------- | ------------------ | -------------------- |
| 370 | 1  | Lasik Instinct Je vous vois                                           | LASIK Instinct                | Steve Robertson | Kirker Butler   | 26 septembre 2021 | LACX02             | 1.56                 |
| 371 | 2  | Pur rock Stars du Rock                                                | Rock Hard                     | Greg Colton     | Matt McElaney   | 3 octobre 2021    | KACX20             | 1.28                 |
| 372 | 3  | Doit aimer les chiens On s'aime en chien                              | Must Love Dogs                | Mike Kim        | Daniel Peck     | 10 octobre 2021   | KACX18             | 1.67                 |
| 373 | 4  | Le type des années 80 Coincé dans les années 80                       | 80's Guy                      | John Holmquist  | Patrick Meighan | 17 octobre 2021   | LACX01             | 1.37                 |
| 374 | 5  | Brève rencontre Caleçons vos bobettes?                                | Brief Encounter               | Brian Iles      | Travis Bowe     | 24 octobre 2021   | KACX19             | 1.38                 |
| 375 | 6  | Le Pou et le Fanfaron Les bibittes mortelles                          | Cootie & The Blowhard         | Jerry Langford  | Maggie Mull     | 7 novembre 2021   | LACX03             | 1.57                 |
| 376 | 7  | Le Manoir des Pewterschmidt Le manoir Peterschmidt                    | Peterschmidt Manor            | Joseph Lee      | Matt Pabian     | 14 novembre 2021  | LACX04             | 1.11                 |
| 377 | 8  | Anniversaire de contrebande La fête est finie                         | The Birthday Bootlegger       | Julius Wu       | Mark Hentemann  | 21 novembre 2021  | LACX05             | 1.68                 |
| 378 | 9  | Le Gros sonne toujours deux fois Le gros tas sonne toujours deux fois | The Fatman Always Rings Twice | Joe Vaux        | Alex Carter     | 28 novembre 2021  | LACX06             | 1.45                 |
| 379 | 10 | Le Crime de Noël Le criminel de Noël                                  | Christmas Crime               | Mike Kim        | Steve Callaghan | 19 décembre 2021  | LACX07             | 1.53                 |
| 380 | 11 | Le Choriste Frères sans coeur                                         | Mister Act                    | Brian Iles      | Artie Johann    | 9 janvier 2022    | LACX08             | 1.39                 |
| 381 | 12 | La Lois Quagmire Lois Quagmire                                        | The Lois Quagmire             | Greg Colton     | Evan Walte      | 27 février 2022   | LACX09             | 1.26                 |
| 382 | 13 | Le Nouvel Avocat L'arroseur arrosé                                    | Lawyer Guy                    | John Holmquist  | Patrick Meighan | 6 mars 2022       | LACX10             | 1.31                 |
| 383 | 14 | Comme sur HBO HBO-Non !                                               | HBO-No                        | Steve Robertson | Travis Bowe     | 13 mars 2022      | LACX11             | 1.03                 |
| 384 | 15 | Meg, la dur à cuire Délirium très Meg                                 | Hard Boiled Meg               | Jerry Langford  | Mike Desilets   | 20 mars 2022      | LACX12             | 1.14                 |
| 385 | 16 | Héroïne sur ordonnance Une héroïne sous influence                     | Prescription Heroine          | Joseph Lee      | Emily Towers    | 27 mars 2022      | LACX13             | 1.13                 |
| 386 | 17 | Alana Alana la nounou                                                 | All About Alana               | Joe Vaux        | Danny Smith     | 1 mai 2022        | LACX15             | 1.05                 |
| 387 | 18 | La Blonde de Chris Une vraie blonde ?                                 | Girlfriend, Eh?               | Julius Wu       | Travis Bowe     | 8 mai 2022        | LACX14             | 1.11                 |
| 388 | 19 | Premières règles                                                      | First Blood                   | Mike Kim        | Alex Carter     | 15 mai 2022       | LACX16             | 1.09                 |
| 389 | 20 | D'un ennui balnéaire Amnésique City                                   | Jersey Bore                   | Brian Iles      | Chris Regan     | 22 mai 2022       | LACX17             | 1.13                 |

### Saison 21: 2022-2023
| N°  | #  | Titre français Titre québécois                         | Titre original             | Réalisation     | Scénario                    | 1er diffusion US  | Code de production | Audiences US (en M.) |
| --- | -- | ------------------------------------------------------ | -------------------------- | --------------- | --------------------------- | ----------------- | ------------------ | -------------------- |
| 390 | 1  | Les Oscars La cérémonie des Oscars                     | Oscars Guy                 | Greg Colton     | Damien Fahey                | 25 septembre 2022 | LACX18             | 1.57                 |
| 391 | 2  | Bend ou Blockbuster Le tour du Blockbuster             | Bend or Blockbuster        | John Holmquist  | Artie Johann                | 2 octobre 2022    | LACX19             | 1.12                 |
| 392 | 3  | Une expérience sexifiante L'infirme à la fenêtre       | A Wife-Changing Experience | Steve Robertson | Steve Callaghan             | 9 octobre 2022    | LACX20             | 1.49                 |
| 393 | 4  | Un penchant dans la tête Sous influence                | The Munchurian Candidate   | Joe Vaux        | Mike Desilets               | 16 octobre 2022   | MACX05             | 1.01                 |
| 394 | 5  | Braguette postale Gosser le facteur                    | Unzipped Code              | Julius Wu       | Matt McElaney & Matt Pabian | 23 octobre 2022   | MACX06             | 1.42                 |
| 395 | 6  | Joyeux Holo-ween Joyeuse Holo-ween                     | Happy Holo-ween            | Joseph Lee      | Evan Waite                  | 30 octobre 2022   | MACX03             | 1.53                 |
| 396 | 7  | Stewie clandestin En cachette                          | The Stewaway               | Mike Kim        | Travis Bowe                 | 13 novembre 2022  | MACX07             | 1.58                 |
| 397 | 8  | Sus à Stewie Intimidé                                  | Get Stewie                 | Jerry Langford  | Artie Johann                | 20 novembre 2022  | MACX01             | 1.19                 |
| 398 | 9  | Le savoir forain Carnavalesque                         | Carny Knowledge            | Brian Iles      | Steve Callaghan             | 4 décembre 2022   | MACX04             | 1.04                 |
| 399 | 10 | Le Candidat Le candidat                                | The Candidate              | John Holmquist  | Mark Hentemann              | 11 décembre 2022  | MACX08             | 1.44                 |
| 400 | 11 | Histoires de gars et d'amour Titre québécois inconnu   | Carny Knowledge            | Steve Robertson | Patrick Meighan             | 8 janvier 2023    | MACX02             | 1.24                 |
| 401 | 12 | Old West Le vieux West                                 | Old West                   | Greg Colton     | Artie Johann                | 19 février 2023   | MACX10             | 1.07                 |
| 402 | 13 | Père blanc célibataire Titre québécois inconnu         | Single White Dad           | Jerry Langford  | Artie Johann                | 26 février 2023   | MACX11             | 0.94                 |
| 403 | 14 | Blanche Meg ne sait pas sauter Titre québécois inconnu | White Meg Can't Jump       | Joe Vaux        | Emily Towers                | 5 mars 2023       | MACX09             | 0.85                 |
| 404 | 15 | Adoption Titre québécois inconnu                       | Adoptation                 | Julius Wu       | Mark Hentemann              | 12 mars 2023      | MACX13             | 1.05                 |
| 405 | 16 | Titre français inconnu Titre québécois inconnu         | The Bird Reich             | Joseph Lee      | Julius Sharpe               | 16 avril 2023     | MACX12             | 0.86                 |
| 406 | 17 | A Bottle Episode Titre québécois inconnu               | A Bottle Episode           | Mike Kim        | Artie Johann                | 16 avril 2023     | MACX14             | 0.92                 |
| 407 | 18 | Titre français inconnu Titre québécois inconnu         | Vat Man and Rob 'Em        | Brian Iles      | Damien Fahey                | 23 avril 2023     | MACX15             | 0.90                 |
| 408 | 19 | From Russia with Love Titre québécois inconnu          | From Russia with Love      | John Holmquist  | Polina Diaz                 | 30 avril 2023     | MACX16             | 0.94                 |
| 409 | 20 | Titre français inconnu Titre québécois inconnu         | Adult Education            | Steve Robertson | Matt Pabian                 | 7 mai 2023        | MACX17             | 0.76                 |

### Saison 22: 2023-2024
| N°  | #  | Titre français                       | Titre original                     | Réalisation     | Scénario        | 1er diffusion US | Code de production | Audiences US (en M.) |
| --- | -- | ------------------------------------ | ---------------------------------- | --------------- | --------------- | ---------------- | ------------------ | -------------------- |
| 410 | 1  | La fécondation de Megg               | Fertilized Megg                    | Julius Wu       | Maggie Mull     | 1 octobre 2023   | NACX01             | 1.03                 |
| 411 | 2  | Le petit boulot de la discorde       | Supermarket Pete                   | Greg Colton     | Joanna Quraishi | 8 octobre 2023   | MACX18             | 0.86                 |
| 412 | 3  | La moustache surgie du passé         | A 'Stache from the Past            | Jerry Langford  | Travis Bowe     | 22 octobre 2023  | MACX19             | 0.76                 |
| 413 | 4  | Rencontre du troisième âge           | Old World Harm                     | Joe Vaux        | Evan Waite      | 5 novembre 2023  | MACX20             | 1.37                 |
| 414 | 5  | Mon gars, ça caille à l'intérieur    | Baby, It's Cold Inside             | Joseph Lee      | Danny Smith     | 12 novembre 2023 | NACX02             | 1.20                 |
| 415 | 6  | Le Stewie de Boston                  | Boston Stewie                      | Mike Kim        | Patrick Meighan | 19 novembre 2023 | NACX03             | 0.98                 |
| 416 | 7  | 10 000 dollars au soleil             | Snap(ple) Decision                 | Brian Iles      | Travis Bowe     | 26 novembre 2023 | NACX04             | 0.88                 |
| 417 | 8  | La pâtisse…rit, la pâtissière pleure | Baking Sad                         | John Holmquist  | Damien Fahey    | 3 décembre 2023  | NACX05             | 1.26                 |
| 418 | 9  | Le Retour du Roi…du Queens           | The Return of the King (of Queens) | Greg Colton     | Alex Carter     | 17 décembre 2023 | NACX07             | 1.44                 |
| 419 | 10 | Chalet sous pression                 | Cabin Pressure                     | Jerry Langford  | Matt McElaney   | 6 mars 2024      | NACX09             | 0.92                 |
| 420 | 11 | Le Gros Chouchou de la prof          | Teacher's Heavy Pet                | Steve Robertson | Chris Regan     | 13 mars 2024     | NACX06             | 0.77                 |
| 421 | 12 | L'Emploi de mes rêves                | Take This Job and Love It          | Joe Vaux        | Steve Callaghan | 20 mars 2024     | NACX08             | 0.72                 |
| 422 | 13 | Meg, la maître-nageuse               | Lifeguard Meg                      | Julius Wu       | Patrick Meighan | 27 mars 2024     | NACX10             | 0.76                 |
| 423 | 14 | Le Gros Acteur                       | Fat Actor                          | Joseph Lee      | Mark Hentemann  | 10 avril 2024    | NACX11             | 0.78                 |
| 424 | 15 | À bas la foi                         | Faith No More                      | Mike Kim        | Alex Carter     | 17 avril 2024    | NACX12             | 0.79                 |

### Saison 23: 2024-2025
| N°  | #  | Titre français              | Titre original              | Réalisation     | Scénario        | 1er diffusion US | Code de production | Audiences US (en M.) |
| --- | -- | --------------------------- | --------------------------- | --------------- | --------------- | ---------------- | ------------------ | -------------------- |
| 425 | 1  | Peter Peter Pumpkin Cheater | Peter Peter Pumpkin Cheater | Joe Vaux        | Travis Bowe     | 14 octobre 2024  | NACX19             |                      |
| 426 | 2  | Gift of The White Guy       | Gift of The White Guy       | Jerry Langford  | Joanna Quraishi | 25 novembre 2024 | NACX20             |                      |
| 427 | 3  | Fat Gun                     | Fat Gun                     | Jerry Langford  | Travis Bowe     | 16 février 2025  | NACX16             |                      |
| 428 | 4  | Live, Laugh, Love           | Live, Laugh, Love           | Joe Vaux        | Evan Waite      | 23 février 2025  | NACX13             |                      |
| 429 | 5  | Drunk With Power            | Drunk With Power            | John Holmquist  | Emily Towers    | 2 mars 2025      | NACX14             |                      |
| 430 | 6  | Lois CK                     | Lois CK                     | Steve Robertson | Evan White      | 9 mars 2025      | NACX15             |                      |
| 431 | 7  | Meg and The Chicken         | Meg and The Chicken         | Julius Wu       | Emily Towers    | 16 mars 2025     | NACX17             |                      |
| 432 | 8  | Dog is My Co Pilot          | Dog is My Co Pilot          |                 |                 | 23 mars 2025     | NACX18             |                      |
| 433 | 9  | Pitch Imperfect             | Pitch Imperfect             |                 |                 | 30 mars 2025     | NACX07             |                      |
| 433 | 10 | Hard Time at Adam West High | Hard Time at Adam West High |                 |                 | 6 avril 2025     | NACX07             |                      |
| 433 | 11 | The Elle World              | The Elle World              |                 |                 | 30 mars 2025     | NACX07             |                      |

## Les DVD en France
Les coffrets DVD en France comportent l'erreur de la mention "saison" alors qu'en réalité les coffrets regroupent pour la plupart une moitié de saison ainsi que la moitié de la saison suivante. À noter que les DVD américains sont mentionnés "Volume" et non "Season".

En France ils sont sortis dans un premier temps sous le nom français Les Griffin pour les premières saisons puis sont ensuite réédités sous le nom original Family Guy.

| Coffret  | Saison/Épisode                                                                                                   | Durée    | Nombre de Disques | Sortie DVD                                   |
| -------- | --- | -------- | ----------------- | -------------------------------------------- |
| Saison 1 | Saison 1: toute la saison. Saison 2: épisode 1, 2, 5, 6, 7, 9 et 10.                                             | 280 min. | 2                 | 8 décembre 2004 12 novembre 2009 (Réédition) |
| Saison 2 | Saison 2: épisode 3, 4, 8, 11 jusqu’à 21. Saison 3: épisode 22.                                                  | 300 min. | 2                 | 8 décembre 2004 12 novembre 2009 (Réédition) |
| Saison 3 | Saison 3: toute la saison sauf l'épisode 22.                                                                     | 200 min. | 3                 | 23 août 2006 12 novembre 2009 (Réédition)    |
| Saison 4 | Saison 4: épisode 1 à 13.                                                                                        | 273 min. | 3                 | 12 novembre 2009                             |
| Saison 5 | Saison 4: épisode 14 à 27. (Les épisodes 28 à 30 en DVD seul L'Incroyable Histoire de Stewie Griffin).           | 308 min. | 3                 | 23 juin 2010                                 |
| Saison 6 | Saison 5: épisode 1 à 13.                                                                                        | 264 min. | 3                 | 25 mai 2011                                  |
| Saison 7 | Saison 5: épisode 14 à 18. Saison 6: épisode 2 à 8 (Épisode 1 en DVD seul Les Griffin présentent: Blue Harvest). | 352 min. | 3                 | 7 septembre 2011                             |
| Saison 8 | Saison 6: épisode 9 à 12. Saison 7: épisode 1 à 9.                                                               | 490 min. | 3                 | 25 janvier 2012                              |
| Saison 9 | Saison 7: épisode 10 à 16. Saison 8: épisode 1 à 8.                                                              | 400 min. | 3                 | 23 mai 2012                                  |